# La Libertad Avanza (coalición)
La Libertad Avanza (LLA) es una coalición argentina de tendencia conservadora en temas sociales y libertaria en temas económicos. Surgió en la Ciudad de Buenos Aires y fue fundada el 14 de julio de 2021. Es la actual coalición política de gobierno en Argentina y es liderada por el economista Javier Milei, quien se desempeña como presidente de la Nación Argentina desde el 10 de diciembre de 2023, tras triunfar en la segunda vuelta de las elecciones presidenciales del mismo año.
Compitió por primera vez en las elecciones legislativas de 2021 obteniendo el tercer puesto con 17 % de los votos en la Capital Federal. El 13 de agosto de 2023, el candidato de la coalición política, Javier Milei, obtuvo un 29,86 % de los votos en las primarias presidenciales, otorgándole un impulso y competitividad a la coalición para las elecciones generales. En octubre, Milei obtuvo el 29,99% de los votos, que lo convirtieron el segundo candidato más votado a presidente tras Sergio Massa. En la segunda vuelta celebrada el 19 de noviembre, Milei derrotó a Massa, obteniendo el 55,65% de los votos válidos.
Las principales fuerzas políticas integrantes de la coalición son el Partido Demócrata y el Partido Fe.

## Historia

### Fundación
El 14 de julio de 2021, se oficializó la alianza en la Ciudad de Buenos Aires para participar en las elecciones legislativas de 2021, teniendo a Javier Milei y Victoria Villarruel, como principales precandidatos a diputados nacionales, y a Ramiro Marra, como primer precandidato a legislador porteño. La alianza se conformó por los partidos: Movimiento de Integración y Desarrollo (MID), Unite por la Libertad y la Dignidad, Movimiento de Jubilados y Juventud y el Partido Libertario. Además de contar con el apoyo de partidos sin personería jurídica en el distrito, como el partido NOS, de Juan José Gómez Centurión. Así, el líder libertario Milei se presentó a las elecciones legislativas de ese mismo año por separado del candidato bonaerense José Luis Espert, con quien previamente había estado ligado políticamente en el frente Avanza Libertad.

### Elecciones de 2021

#### Campaña electoral y elecciones PASO

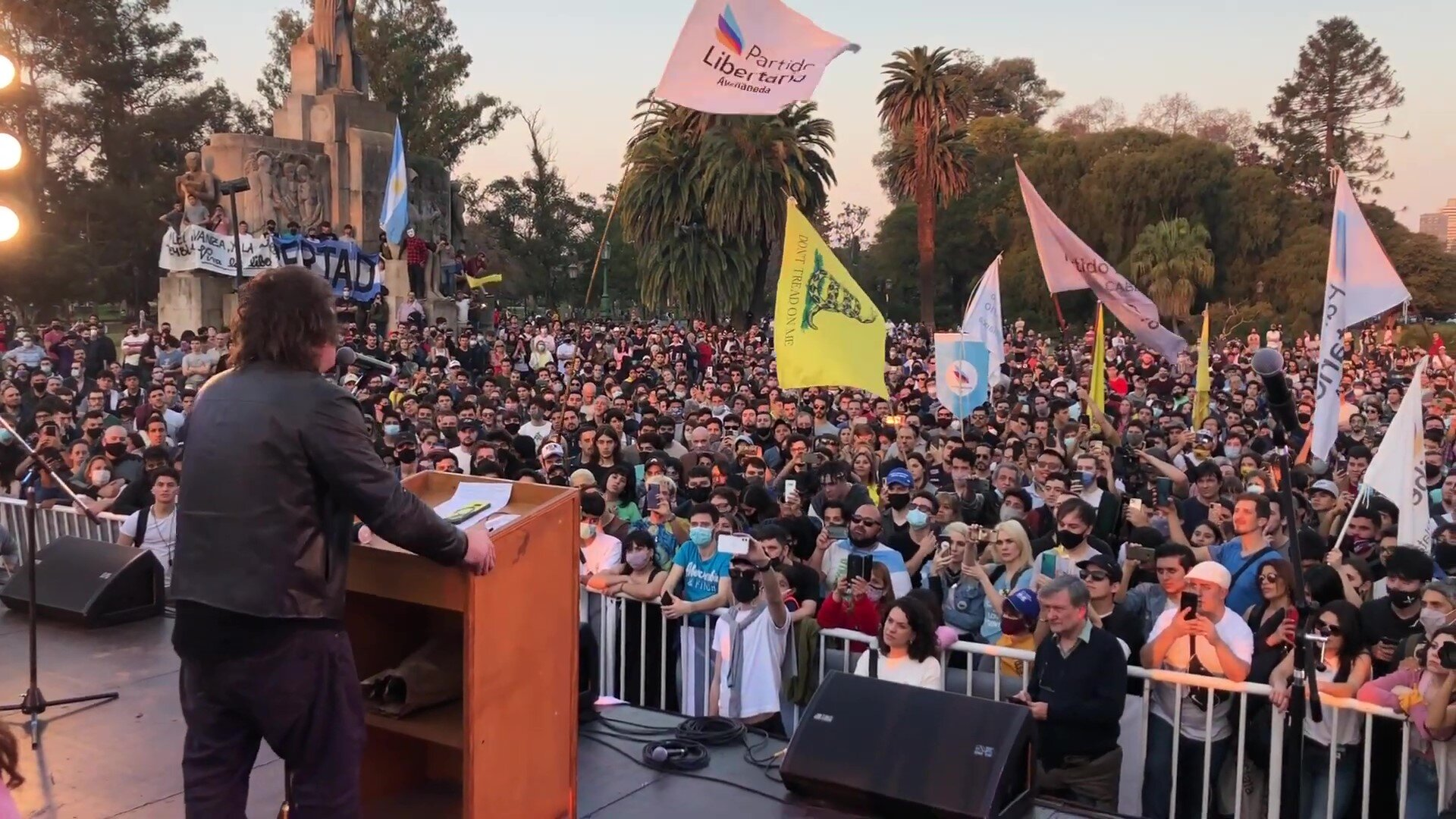
Lanzamiento de campaña de LLA para las PASO de 2021.

El 7 de agosto de 2021, la alianza lanzó su campaña electoral para las elecciones PASO con Milei, como protagonista del evento, en Plaza Holanda, Palermo, Ciudad de Buenos Aires. Milei estuvo acompañado por Victoria Villarruel y Ramiro Marra. En el acto enfatizó en criticar a «la casta política» y al Gobierno Nacional de Alberto Fernández.
El 5 de septiembre de 2021, la coalición cerró su campaña electoral para las elecciones primarias de 2021 en el Parque Lezama. En el evento se estima que asistieron al menos 25 000 personas y se centró en criticar al Frente de Todos y Juntos por el Cambio. Horas antes del evento, Eduardo Bolsonaro, hijo del entonces presidente de Brasil, Jair Bolsonaro; en una videollamada con Milei, afirmó que apoyaba la candidatura del mismo.
El líder de la alianza, Javier Milei, negó tener relación con el frente electoral cordobés "La Libertad Avanza" y que solo estarían presentes, para las elecciones nacionales, en Ciudad de Buenos Aires.
En las elecciones primarias de 2021, el frente obtuvo 242 839 votos para diputados nacionales, el 13,90 % de los sufragios, y 238 797 votos, el 13,82 % de los sufragios, para legisladores porteños. De esta forma, el frente se convirtió en la tercera fuerza del distrito, después de Juntos por el Cambio y el Frente de Todos.

#### Elecciones legislativas

Resultados de la coalición para diputados nacionales, según comunas.

En las elecciones legislativas la coalición obtuvo 313 808 votos para diputados nacionales (el 17,04 % de los sufragios) y 318 978 votos para legisladores porteños (el 16,74 % de los sufragios). Con estos resultados, obtuvieron 2 diputados nacionales y 5 legisladores porteños. La coalición celebró con sus votantes los resultados en el Estadio Luna Park, donde uno de los custodios amagó con desenfundar su arma no letal ante el intento de uno de los espectadores de subir al escenario y finalmente sería despedido.
Asimismo, se dio la irregularidad de que, por un «error interno» —según declaraciones del entorno del partido—, el informe final del financiamiento de campaña no fue presentado antes de que venciera el plazo correspondiente, el 12 de octubre de 2021.

#### Elecciones provinciales
Si bien La Libertad Avanza arranca siendo una coalición de Distrito, ubicado en la Capital Federal con la intención de competir en las elecciones legislativas del 2021, también, se le brindó apoyo en las elecciones provinciales, más precisamente de La Rioja al candidato a legislador provincial Martín Menem, quien logró el 11,55 % de los votos, ingresando así a la legislatura de esa provincia bajo el nombre del mismo espacio. Esta fue la primera elección que jugó LLA fuera de CABA.

### Elecciones de 2023

#### Armado nacional
En 2022, en vistas de las elecciones presidenciales y legislativas del año próximo, se inicia un operativo en donde Milei viaja a distintas provincias del país participando de actos de campaña y estableciendo alianzas con distintos dirigentes de partidos con personería jurídica nacional, que puedan brindarle estructura para las elecciones nacionales.
El 23 de abril de 2022, la coalición realizó un acto político, encabezado por Javier Milei, en el parque O'Higgins, Ciudad de Mendoza, promovido por el Partido Demócrata de Mendoza, con el cual firmaron un acuerdo político con el Partido Demócrata Nacional para integrarse a la alianza. Dicho acuerdo fue puesto a votación por la convención nacional del partido el 28 de mayo. Finalmente, con 11 votos a favor y 3 en contra, se voto a favor del acuerdo con Javier Milei y la coalición para las elecciones presidenciales de 2023, siendo el partido de la Ciudad de Buenos Aires el único en oponerse.
Anteriormente, el 29 de abril se realizó un acuerdo con la Confederación Vecinalista de Entre Ríos a través de la legisladora porteña Rebeca Fleitas, oriunda de esa provincia. Tras diversas conversaciones desde noviembre de 2021, se selló un acuerdo entre la coalición y Alfredo Avelín (h), presidente de Cruzada Renovadora, en la provincia de San Juan durante el mes de mayo. Además, se confirmó las negociación con el partido en la provincia de Jujuy. Dentro de ese acuerdo también se encontraba el partido Acción por una Democracia Nueva, de Martín Turcumán. De la misma forma, se sello un acuerdo con Fuerza Republicana, de Ricardo Bussi, en la provincia de Tucumán. También se confirmó un acto político de la coalición en la provincia para el 23 de julio, posteriormente sería pospuesto al 1 de octubre. Tras cuatro semanas de negociaciones, a fines de mayo, el Movimiento de Integración y Desarrollo llegó a un acuerdo con la coalición en la provincia de Córdoba, sumandose al armado distrital de la misma.
A finales de junio Cruzada Renovadora rompería su acuerdo con la coalición argumentando que no coincidían con las recientes declaraciones de Milei, como la libre portación de armas, pero prevalecería el acuerdo con el partido Acción por una Democracia Nueva de Martín Turcumán. Durante el mes de julio se llegaría a un acuerdo con el partido Unite por la Libertad y la Dignidad para formar parte de la coalición a nivel nacional. En el distrito Misiones no se lograra un acuerdo a nivel provincial. Más adelante, un acuerdo con el Partido FE para formar parte de la coalición a nivel nacional terminó descartado por incidentes judiciales. A finales de septiembre, se conformó la mesa de organización de la provincia del Chaco, siendo conformada por el Partido Libertario, el Partido Demócrata y Acción Chaqueña.
El 11 de noviembre, Milei viajó a la ciudad de Río Cuarto, en la provincia de Córdoba, para reunirse con los líderes locales del partido y dar el visto bueno a la conformación de La mesa provincial de La Libertad Avanza en Córdoba. La conducción del equipo de trabajo quedó integrada por Agustín Spaccesi, del Partido Libertario; Rodolfo Eiben, del Partido Demócrata de Córdoba y por María Cecilia Ibáñez, del MID. Después el diputado brindó una conferencia criticando al gobierno nacional, a Juntos por el Cambio y elogiando al sector agropecuario de la provincia y de la nación, calificándolo como "el mejor del mundo, por los altísimos impuestos y las retenciones que soportan". El 25 de noviembre se reunirian en San Juan, Martín Turcumán y José Peluc, por ADN; Yolanda Agüero por el PL y Alfredo Avelín Nollens por CR, formalizando así su unión, junto al PD y Fuerza Libertaria, en el frente La Libertad Avanza en San Juan.
El 11 de diciembre, en un evento organizado en la ciudad entrerriana de Paraná, se conforma el frente provincial, quedando la mesa de trabajado constituida por el Partido Conservador Popular, Partido Demócrata, Partido Libertario, Partido Frente Independiente, Pueblo activo, Movimiento Justo José de Urquiza, entre otros. De esta forma, Milei estaría contando con la incorporación de un sello nacional fuerte con presencia en más de una decena de provincias de la República Argentina, con miras a competir en las presidenciales del año siguiente.

#### Elecciones provinciales

Resultados de la coalición en las distintas elecciones provinciales.

Ya en 2023, el equipo de campaña dio a conocer los nombres que darán representación al espacio nacional en las elecciones provinciales del corriente año. Aunque solo en algunas provincias se logró establecer candidatos, ya que debido a distintas razones, decidieron no participar en las elecciones provinciales de Jujuy, Misiones, Corrientes, Córdoba, entre otras. En el mes de mayo, desde las plataformas digitales oficiales del espacio, sacaron un comunicado aclarando que las únicas elecciones provinciales en las que participan son aquellas que han sido comunicadas oficialmente, además de aclarar que los demás partidos provinciales que apoyan a LLA pueden o no presentarse a elecciones provinciales, pero por su propia cuenta y sin la autorización a utilizar los nombres ni símbolos del espacio nacional.
Las primeras pruebas electorales del año para la coalición fueron las elecciones provinciales de Neuquén y Río Negro. En la primera, el candidato a gobernador fue Carlos Eguía, que con alrededor del 8 % de los votos, quedó en cuarto lugar y metió 4 diputados en la legislatura provincial. Por otro lado, en Río Negro el candidato a gobernador fue Ariel Rivero, que también obtuvo el cuarto puesto y alcanzó el 9 % de los votos, metiendo 2 diputados provinciales.
En la provincia de La Rioja, el espacio está representado por Martín Menem, electo legislador provincial del partido La Libertad Avanza en 2021, siendo el único candidato fuera de la Capital Federal que recibió apoyo de Milei ese año. En este caso compitió para la gobernación, junto a Carolina Moreno como candidata a vicegobernadora. Finalmente, obtuvieron 31 023 votos, el 15,56 % de los sufragios, quedando detrás del Frente de Todos y Juntos por el Cambio. Como resultado, obtuvieron 1 escaño en la legislatura riojana, siendo Martín Menem quien se quedó con la banca.
En la provincia de Tierra del Fuego, el espacio brindó su apoyo a la pastora, dirigente de Republicanos Unidos, Andrea Almirón De Pauli para gobernadora y Sebastián Galdeano como vicegobernador, en las elecciones del 14 de mayo. Se obtuvo la totalidad de 7656 votos, correspondientes al 7,48 % del padrón provincial. Gracias a esto, se obtuvieron las únicas 2 bancas de la oposición en la legislatura.
En la provincia de San Juan, el espacio de LLA está representado bajo el lema Frente Desarrollo y Libertad, con tres sublemas; el primero encabezado por la presidente del Partido Libertario Yolanda Agüero, otro encabezado por la dirigente del Partido Demócrata Cristiano Paola Miers, y último sublema encabezado por el empresario Agustín Ramírez. Cabe recalcar que en dicha provincia rige el sistema de Ley de Lemas, por lo cual el candidato más votado del espacio es a su vez el que gana la interna, y quien al final concentra la totalidad de los votos de la Alianza. Originalmente, se iba a votar el 14 de mayo, pero las elecciones a gobernador y vicegobernador fueron suspendidas por parte de la Corte Suprema de Justicia. A pesar de eso, ese mismo día se realizaron las elecciones legislativas provinciales, en el que el frente recibió 26 885 votos (el 7,39 % de los sufragios) y obtuvo un diputado provincial.
En la provincia de Tucumán, LLA participó apoyando al presidente del partido Fuerza Republicana, Ricardo Bussi como candidato a gobernador y Gerardo Huesen para vicegobernador. En las elecciones, llevadas a cabo el 11 de junio, Bussi obtuvo el 3,94 % de los votos y 2 escaños en la legislatura provincial.
En la provincia del Chubut, la coalición participó bajo el nombre Por la Libertad Independiente Chubutense, apoyando la fórmula de César Treffinger para gobernador y Laura Mirantes para vicegobernadora. En las elecciones del 30 de julio, la fórmula quedó en 3° lugar, obteniendo 42 969 votos, correspondientes al 13,18 % de los sufragios. Esta fue la segunda mejor elección de un partido relacionado con Milei en 2023. Sin embargo, como hecho destacado el PILCH consiguió un triunfo en una pequeña localidad de Buen Pasto, una comuna rural del departamento de Sarmiento. De este modo, un partido aliado de Milei logró la primera victoria electoral con Walter Jara (PILCH), que ganó con el 51,06 % de los votos a su única contrincante, Juana Rodríguez, de la alianza peronista Arriba Chubut, que quedó con el 32,98 %. Además, la alianza obtuvo 3 escaños en el congreso provincial.
En la provincia de Catamarca, presentaron a la fórmula José Jalil Colomé y Luis Valdez como candidatos a gobernador y vicegobernador, respectivamente. En las elecciones primarias obtendrían 28 672 votos, el 15,41 % de los sufragios. Para las elecciones generales obtuvieron 48 584 votos, el 23,48 % de los sufragios, para gobernador, quedando segundos tras el 54 % de Raúl Jalil. Además obtuvieron 5 diputados provinciales.
En la provincia de Entre Ríos, durante una conferencia de prensa de Milei en la ciudad de Paraná, llevada a cabo el 10 de junio, se confirmó a Sebastián Etchevehere como candidato a Gobernador y Mayda Spiazzi para vicegobernadora. En las elecciones primarias obtendrían 105 372 votos, el 14,71 % de los sufragios. En las elecciones generales obtuvieron 148 392 votos, el 18,88 % de los sufragios, para gobernador, sin resultar electo. Además obtuvieron 5 diputados provinciales, aunque 3 de ellos (Salinas, Damasco y Calleros) anunciaron que formarían un bloque aparte, al sostener su disconformidad con el pacto entre Javier Milei y Mauricio Macri para la segunda vuelta presidencial.
En la Ciudad de Buenos Aires, el 7 de junio se confirmó a Ramiro Marra como candidato a jefe de gobierno porteño. En las elecciones primarias obtendrían 243 202 votos, el 12,93 % de los sufragios. El 1 de septiembre se confirmó a Eduardo Martino como candidato a vicejefe de gobierno. Para las elecciones generales obtuvieron 246 179 votos, el 13,89 % de los sufragios, para jefe de gobierno, quedando terceros tras Juntos por el Cambio y Unión por la Patria. Además obtuvieron 4 legisladores porteños, conformando, de esta forma, un bloque de 9 legisladores.
En la provincia de Buenos Aires, el 20 de junio, Milei confirmó la fórmula Carolina Píparo - Francisco Oneto para gobernadora y vicegobernador, respectivamente. En las elecciones primarias obtendrían 1 985 216 votos, el 23,83 % de los sufragios. Finalmente, en las elecciones generales del 22 de octubre obtuvieron 2 367 294 votos para gobernador y vicegobernador, el 24,57 % de los sufragios. Además obtuvieron 13 diputados y 5 senadores provinciales.

#### Elecciones nacionales

Mapa argentino. Triunfo de Milei en las elecciones primarias

El 30 de mayo de 2023, Milei anunció la entrada de la economista Diana Mondino al espacio y confirmó que será la primera candidata a diputada por la Ciudad de Buenos Aires, mientras que a principios de junio, Milei presentó a Roque Fernández, Carlos Rodríguez y Darío Epstein como integrantes de su equipo de asesores económicos.
El 5 de junio se conforma la alianza en la provincia de Santa Fe, integrada por el Partido Demócrata, "Unite", Fuerza Liberal y Vida y Familia, a la vez que se confirman los primeros tres candidatos a diputados nacionales por ese distrito, siendo ellos Romina Diez, Nicolás Mayoraz y Rocío Bonacci.
El 8 de junio se anunció al economista Alberto "Bertie" Benegas Lynch como primer candidato a diputado nacional por la provincia de Buenos Aires, mientras que el 13 de junio, Milei anunció al banquero Juan Nápoli como primer candidato a senador por el mismo territorio. A su vez, un día después, se presentaría a Sandra Pettovello, tercera candidata a diputada por la Ciudad de Buenos Aires y confirmó que ella sería la ministra de Capital Humano en caso de llegar a la presidencia. Al día siguiente, el excandidato a gobernador de Neuquén, Carlos Eguía, rompió relaciones con Milei, tratándolo de "mentiroso, hipócrita y ladrón" y criticándolo por haber hecho una alianza con el partido Arriba Neuquén, llevando a Nadia Márquez como candidata a diputada nacional por esa provincia.
El 22 de junio, a dos días del cierre de listas, se confirmó a la periodista Marcela Pagano como segunda candidata a diputada nacional por la provincia de Buenos Aires, y al economista Adrián Ravier como candidato a diputado nacional por la provincia de La Pampa. Aunque finalmente la CNE bajó la lista pampeana por supuestos ''errores administrativos''.
La alianza nacional para las elecciones presidenciales se inscribió ante la CNE con 14 partidos políticos, 4 de Orden Nacional y 10 de distritos; Partido Demócrata, Partido Fe, Unión Celeste y Blanco, Partido Renovador Federal, Fuerza Republicana (Tucumán), Partido Libertario (La Pampa), Republicanos Unidos (Tierra del Fuego),  Ahora Patria (Salta), La Libertad Avanza (La Rioja), Ciudadanos por Chubut (Chubut), Arriba Neuquén (Neuquén), Ciudadanos a Gobernar (Chaco), Partido Renovador Federal Todos Unidos (Formosa) y Acción por una Democracia Nueva (San Juan). Mientras que para las elecciones legislativas se logra presentar listas en 20 de los 24 distritos electorales del país, faltando Misiones, Santa Cruz, Santiago del Estero y La Pampa.
El 2 de agosto, mediante una transmisión en vivo desde su cuenta de Instagram, Milei presentó su plan de gobierno definitivo, que plantea llevar a cabo en caso de ser electo presidente en las próximas elecciones, que prevé una “reducción drástica” del gasto público, despido de cargos políticos, reducción de impuestos, la eliminación del Banco Central, y propuso el fomento masivo de obras particulares financiadas por el sector privado.
El 7 de agosto, la coalición cerró su campaña electoral para las elecciones primarias en el Estadio Movistar Arena con una audiencia aproximada de 15 000 personas, siendo Javier Milei el único orador del evento.
Llegado el día de las PASO, Milei fue el candidato individual más votado, obteniendo el 29,86 % de los votos en todo el país. Por estos resultados, la coalición ganó su primera elección y llevó a un partido político no tradicional a ganar una elección presidencial por primera vez desde la sanción de la Ley Sáenz Peña. La noticia causó un estupor mundial, debido al rotundo giro de la Argentina hacia el liberalismo y la derecha. Milei fue además el primer candidato que ganó las PASO sin triunfar en la Provincia de Buenos Aires, mientras que logró la victoria en 16 de 24 distritos, muchos de ellos bastiones históricos del peronismo. Milei obtuvo su mejor resultado en la Provincia de Salta, donde alcanzó el 49%, casi la mitad de los votos. Tras estos resultados, fue habilitado para participar en las elecciones presidenciales de 2023.
Días después, el economista Emilio Ocampo anunció su arribo al equipo económico de Milei, para asesorarlo en su plan de dolarización de la economía argentina. Incluso reveló que en caso de una victoria de Milei en las elecciones generales, él sería el encargado de ser el último presidente del Banco Central, para cerrarlo posteriormente, y de mediar con el Fondo Monetario Internacional para promover la dolarización. El 20 de agosto Guillermo Francos anunciaría su renuncia a la representación de Argentina en el BID para incorporarse al equipo de Milei.
Llegado el día de las generales, Milei fue el segundo candidato más votado, obteniendo el 29,98 % de los votos en todo el país, solo por detrás de Sergio Massa. Debido a que ningún candidato alcanzó el 45 % de los votos o el 40 % y más de 10 puntos de diferencia con el segundo, fue habilitado junto con Massa a una segunda vuelta.

###### Segunda vuelta electoral

Resultados de las elecciones de 2023.

Para la segunda vuelta electoral que se disputó el 19 de noviembre del 2023 entre Javier Milei y el ministro de economía en funciones Sergio Massa, distintos sectores brindaron abiertamente su apoyo al candidato libertario. Entre ellos se encuentran el Partido Nacionalista Constitucional UNIR; Republicanos Unidos; el Partido Liberal y el Partido Autonomista de Corrientes; el Partido Activar de Misiones; un sector de la Unión del Centro demócratico; y un sector del PRO, liderado por la presidente del mismo Patricia Bullrich quien salió tercera en las elecciones generales.
Llegado el día del balotaje, Milei obtuvo el primer lugar con el 55,65 % de los votos contra el 44,35 % de Massa, logrando sacar más de diez puntos y una diferencia de casi tres millones de votos por encima del entonces ministro en el resultado electoral. De esta forma, Milei fue electo presidente de la Nación y a su vez se convirtió en el candidato a presidente más votado de la historia argentina, con más de 14 millones de votos.

### Formación como partido político
El 7 de abril de 2024, se comenzó a formar La Libertad Avanza como partido político a nivel nacional, con la intención de competir en las elecciones legislativas de 2025 con sello propio, sin depender de otros partidos.

## Posiciones políticas

### Reforma del Estado
La coalición aboga por una reducción del tamaño y alcance del Estado, argumentando que su escala y marco normativo actuales son perjudiciales para la eficiencia económica y la prosperidad individual. La coalición subraya que el principal papel del Estado debería ser proteger los derechos fundamentales, como la vida, la libertad y la propiedad.

#### Reforma del gobierno
La coalición propone una estructura de gobierno federal racionalizada, que incluiría la retención o creación de los siguientes ministerios, reduciendo su número total a 8 de los 19 actuales:
- Ministerio de Economía[137]
- Ministerio de Justicia[137]
- Ministerio del Interior[137]
- Ministerio de Seguridad[137]
- Ministerio de Defensa[137]
- Ministerio de Relaciones Exteriores[137]
- Ministerio de Salud
- Ministerio de Capital Humano (nueva propuesta, que fusionaría los ministerios de Desarrollo Social, Cultura, Educación y Trabajo)[137]

#### Reducciones específicas
La coalición describe áreas específicas para reducir la burocracia y los gastos del gobierno, incluyendo:
- Eliminar los cargos de jefe de gabinete en ministerios, secretarías y direcciones, argumentando que estas funciones a menudo sirven como cargos de patrocinio.[137]
- Disolver los equipos de análisis de políticas que, dicen, funcionan para centralizar su control.[137]
- Implantar mecanismos para un control efectivo de los gastos.[137]
- Reasignación de empleados públicos y cese de los cargos de designación política, con el objetivo de eliminar privilegios del personal estatal.[137]
  - Especificidades del proceso de reasignación:
    - La reestructuración supondrá una reducción de determinadas funciones a causa del cierre o reducción de las entidades de gobierno.[137]
    - Los empleados estatales de carrera serían reasignados en lugar de cesarlos.[137]
    - Todos los nombramientos políticos realizados en 2023 estarían sujetos a cese.[137]
    - Algunas ventajas, como por ejemplo los detalles de seguridad y los chóferes, se eliminarían, salvo en los casos en que se consideren necesarios por motivos de seguridad.[137]
- Recomendando el cierre o privatización de empresas y agencias públicas específicas, argumentando que estas entidades suelen servir como plataformas para nombramientos con motivación política.[137]

### Reformas económicas
La coalición achaca los retos económicos a un sistema centralizado y burocrático. Argumentan que un enfoque orientado al mercado, basado en principios de gobierno limitado y libre comercio, es más propicio para el crecimiento económico y la prosperidad.

#### Reformas económicas específicas
La coalición propone una serie de reformas específicas que incluyen:
- Reducir el gasto público en un 15 % del PIB como paso inicial.[137]
- Rebajar impuestos con el objetivo de eliminar el 90 % de los existentes, alegando su ineficiencia e impacto perjudicial en la economía.[137]
- Modernizar la legislación laboral para favorecer la creación de empleo, inspirándose en modelos como el de UOCRA.[137]
- Avanzar hacia una política comercial unilateral moldeada en Chile, con el objetivo de mejorar la competitividad internacional de las empresas argentinas.[137]
- Eliminar al Banco Central para acabar con la inflación, argumentando que la institución posibilita una política fiscal irresponsable.[137]
- Reformar el sector energético recalibrando las subvenciones y tarifas, e invitando a la participación del sector privado.[137]

### Reformas judiciales
La coalición sostiene que el poder judicial desempeña un papel crítico en la gobernanza democrática y el desarrollo económico, pero argumenta que se ha visto comprometido por influencias políticas. Según la coalición, el poder judicial no cumple actualmente su papel en la comprobación del poder político y la salvaguarda de los derechos individuales. Propone una reforma judicial destinada a despolitizar el sistema y reforzar su papel en la defensa de los derechos de la ciudadanía.

#### Reformas judiciales específicas
La coalición propone reformas específicas para mejorar la función y la independencia del poder judicial, que incluyen:
- Nombrar a un ministro de Justicia entre miembros respetados del poder judicial.[137]
- Nombramiento de un juez del Tribunal Supremo que sea imparcial y comprometido con el cumplimiento de los principios constitucionales.[137]
- Nombrar a un fiscal general imparcial.[137]
- Llenar vacantes en los tribunales federales con jueces sin filiación política.[137]
- Mejorar la independencia financiera del poder judicial.[137]
- Revalorizar las carreras judiciales para atraer y retener a profesionales competentes.[137]
- Implantación de un sistema acusatorio contradictorio para la mejora de la eficiencia judicial.[137]
- Institución de juicio por jurado en todo el país, tal y como prevé la constitución.[137]
- Prohibir a los miembros del poder judicial tener filiación política.[137]
- Reformar al Consejo del Poder Judicial para minimizar la influencia política.[137]
- Eliminar a las entidades del Ministerio de Justicia que promueven la discriminación positiva, argumentando que contribuyen a la politización.[137]
- Agilización de los procedimientos judiciales mediante el uso del procedimiento oral.[137]
- Transferencia de la jurisdicción de la justicia nacional en la Ciudad Autónoma de Buenos Aires.[137]

### Capital humano
La coalición propone un enfoque integral para abordar los temas relacionados con la salud, el desarrollo social, el trabajo y la educación, consolidándolos en un único ministerio. La coalición argumenta que quienes dependen de la ayuda del Estado no tienen la culpa de sus circunstancias, es el sistema político existente el origen del problema. Aboga por mantener la asistencia social hasta que el país pueda pasar a un modelo económico más próspero basado en la libertad. La Libertad Avanza también defiende la transición a largo plazo hacia sistemas privados para la sanidad y la educación.

#### Infancia y familia
La coalición identifica la pobreza infantil y la falta de acceso a servicios básicos como cuestiones importantes en Argentina, atribuyéndolos a fracasos políticos de larga duración.

#### Educación
La coalición pretende una reforma educativa basada en principios de elección y competencia. Argumentan que el sistema actual, en gran parte centralizado y burocrático, no ha logrado satisfacer las necesidades de los ciudadanos argentinos.

#### Salud
La coalición sostiene que el actual sistema de salud pública es ineficaz y propone importantes reformas.

### Reformas de seguridad
La coalición asegura que el empeoramiento de la seguridad se debe principalmente a una cultura "abolicionista" que ve a los delincuentes como víctimas y al gran tamaño del Estado, que ha provocado la falta de control sobre sus funciones esenciales. La coalición destaca que el papel de las fuerzas de seguridad y del estado es reprimir las actividades delictivas para proteger la vida, libertad y propiedad de los ciudadanos. En la línea de ello, proponen una nueva doctrina de seguridad fundamentada en el principio de "recoges lo que siembras".

#### Reformas específicas de seguridad
- Modificación de la Ley de Seguridad Interior.[137]
- Revisión de la Ley de Defensa Nacional.[137]
- Revisión de la Ley de Inteligencia.[137]
- Transformar el Sistema Penitenciario Nacional con gestión público-privada.[137]
- Priorizar la lucha contra el narcotráfico.[137]
- Fortalecimiento del Consejo de Seguridad Interior.[137]
- Lucha contra la ocupación ilegal de tierras.[137]
- Garantizar el tráfico gratuito por todo el país.[137]

### Política de defensa
La coalición considera la defensa como una responsabilidad fundamental del gobierno y aboga por un enfoque autónomo apoyado por la industria privada nacional. Destaca la necesidad de poner en valor las fuerzas armadas y su personal, proponiendo una serie de reformas para modernizar y financiar adecuadamente al ejército.

#### Reformas específicas de defensa
- Creando una fuerza militar ágil, moderna y tecnológicamente avanzada.[137]
- Financiación adecuada de las fuerzas armadas para mejorar el equipamiento y la formación.[137]
- Recuperar el prestigio de las Fuerzas Armadas tanto a nivel nacional como internacional.[137]
- Reformulación del sistema nacional de inteligencia.[137]

La coalición propone una nueva doctrina en las relaciones exteriores, centrada en dos principales principios: defender globalmente las llamadas democracias liberales y promover el libre comercio. El partido declara que Argentina dejará de ser un aliado de las dictaduras y pretende restablecer su posición entre países democráticos y libres.

#### Propuestas específicas de relaciones exteriores
- Reorganización del Ministerio de Asuntos Exteriores para impulsar el comercio mundial.[137]
- Alinearse con causas consideradas democráticas a nivel mundial.[137]
- Purgar el ministerio de Asuntos Exteriores del personal escogido políticamente a favor del personal de carrera.[137]
- Desanimar el uso de las embajadas para el ocio de los políticos.[137]
- Reducción del exceso de gasto y unidades administrativas dentro del ministerio.[137]

### Infraestructura
La coalición pretende revolucionar la obra pública a través de dos esquemas diseñados para eliminar la corrupción y reducir el gasto público. La primera consiste en adoptar un modelo de iniciativa privada inspirado en los sistemas chileno, peruano y suizo. El segundo se centra en el Programa Nacional de Patronatos de Urbanización, Infraestructura de Barrios y Construcción Basada en Costes para abordar el déficit de vivienda.

#### Propuestas específicas de infraestructura
- Eliminar las obras públicas estatales a favor de iniciativas de gestión privada.[137]
- Promoción de un Programa Nacional para fomentar los patronatos de urbanización y las infraestructuras vecinales.[137]
- Facilitar el desarrollo masivo de proyectos con financiación privada.[137]
- Implantación del modelo a través del Banco Hipotecario para una mayor aplicación.[137]
- Ofrecer un crédito hipotecario a los trabajadores formales basado en el 25 % de su sueldo durante 10 años.[137]

## Partidos integrantes
La Libertad Avanza está integrado por los siguientes partidos políticos:

### Partidos Nacionales
| Partido | Partido | Partido                                                   | Presidente     | Ideología         | Posición | Ref.           |
| ------- | ------- | --------------------------------------------------------- | -------------- | ----------------- | -------- | -------------- |
|         |         | La Libertad Avanza (fundado pos-creación de la coalición) | Karina Milei   | Libertarismo      | Derecha  |                |
|         |         | Partido Demócrata                                         | Carlos Balter  | Conservadurismo   | Derecha  | [ 63 ] [ 141 ] |
|         |         | Partido Fe                                                | Pablo Ansaloni | Peronismo Federal | Derecha  | [ 142 ]        |

### Partidos de Distrito
Cada provincia actúa como un distrito o circunscripción electoral, en donde actúan distintos partidos políticos que tienen personería jurídica únicamente en dicho distrito, para presentar candidatos a legisladores al Congreso Nacional. Para presentar candidatos a Presidente y Vicepresidente, estos partidos de distrito deben unirse para conformar un partido de Orden Nacional, con el requisito de juntar al menos cinco (5) partidos de Distrito con idéntico nombre y logo.
| Partido | Partido                                | Líder                 | N° Distritos | N° Distritos                                                                                    | Ideología               | Posición      | Ref.                            |
| ------- | -------------------------------------- | --------------------- | ------------ | ----------------------------------------------------------------------------------------------- | ----------------------- | ------------- | ------------------------------- |
|         | La Libertad Avanza                     | Javier Milei          | 24           | Todos los distritos                                                                             | Libertarismo            | Derecha       | [ 147 ]                         |
|         | Propuesta Republicana                  | Mauricio Macri        | 9            | Buenos Aires, CABA, Catamarca, Chaco, Entre Ríos, La Pampa, Misiones, Tierra del Fuego, Tucumán | Republicanismo          | Derecha       | [ 148 ] [ 149 ]                 |
|         | Partido Libertario                     | Valeria Sánchez       | 4            | Entre Ríos, Formosa, Misiones, Tierra del Fuego                                                 | Libertarismo            | Derecha       | [ 150 ] [ 151 ] [ 152 ] [ 153 ] |
|         | Republicanos Unidos                    | Desconocido           | 4            | Buenos Aires, Mendoza, Rio Negro, Tierra del Fuego                                              | Liberalismo Republicano | Derecha       | [ 154 ] [ 155 ] [ 153 ]         |
|         | Partido Fe                             | Pablo Ansaloni        | 3            | Buenos Aires, Corrientes, Entre Ríos                                                            | Peronismo Federal       | Derecha       | [ 156 ] [ 150 ]                 |
|         | Unión Cívica Radical                   | Alfredo Cornejo       | 3            | Chaco, Entre Ríos, Mendoza                                                                      | Radicalismo             | Centroderecha | [ 157 ] [ 158 ] [ 154 ]         |
|         | Partido Demócrata                      | Carlos Onteiro        | 2            | Buenos Aires, San Luis                                                                          | Conservadurismo         | Derecha       | [ 159 ]                         |
|         | Acción Chaqueña                        | Luis Aguirre          | 1            | Chaco                                                                                           | Conservadurismo         | Derecha       | [ 157 ]                         |
|         | Algo Nuevo                             | Miguel Núñez          | 1            | Misiones                                                                                        | Desconocido             | Desconocido   | [ 152 ]                         |
|         | Bases y Principios del Chaco           | Desconocido           | 1            | Chaco                                                                                           | Radicalismo             | Centroderecha | [ 157 ]                         |
|         | CREO                                   | Aníbal Tortoriello    | 1            | Río Negro                                                                                       | Liberalismo Conservador | Derecha       | [ 155 ]                         |
|         | Encuentro Liberal                      | Pedro Cassani         | 1            | Corrientes                                                                                      | Liberalismo Clásico     | Derecha       | [ 156 ]                         |
|         | Frente Cívico                          | Luis Juez             | 1            | Córdoba                                                                                         | Regionalismo            | Centroderecha | [ 160 ]                         |
|         | Generar                                | Tiago Puente          | 1            | Catamarca                                                                                       | Radicalismo             | Centroderecha | [ 161 ]                         |
|         | Libertad, Trabajo y Progreso           | Francisco Paoltroni   | 1            | Formosa                                                                                         | Liberalismo             | Centroderecha | [ 151 ]                         |
|         | Movimiento de Acción Vecinal           | Terek Dandache        | 1            | San Luis                                                                                        | Regionalismo            | Centroderecha | [ 159 ]                         |
|         | Movimiento de Integración y Desarrollo | María Cecilia Ibañez  | 1            | Córdoba                                                                                         | Desarrollismo           | Centroderecha | [ 160 ]                         |
|         | Movimiento Popular Jujeño              | Cristina Guzmán       | 1            | Jujuy                                                                                           | Regionalismo            | Centro        | [ 162 ]                         |
|         | Movimiento Social Entrerriano          | Juan Domingo Zacarías | 1            | Entre Ríos                                                                                      | Federalismo             | Centro        | [ 150 ]                         |
|         | Nuevo País                             | Gabriela Neme         | 1            | Formosa                                                                                         | Republicanismo          | Centroderecha | [ 151 ]                         |
|         | Partido Democrata Progresista          | Oscar Moscariello     | 1            | CABA                                                                                            | Liberalismo             | Centroderecha | [cita requerida]                |
|         | Partido Federal                        | Desconocido           | 1            | Corrientes                                                                                      | Conservadurismo         | Derecha       | [ 156 ]                         |
|         | Partido Renovador Federal              | José Videla Saenz     | 1            | Mendoza                                                                                         | Peronismo Federal       | Centroderecha | [ 163 ]                         |
|         | Primero la Gente                       | Desconocido           | 1            | Córdoba                                                                                         | Republicanismo          | Derecha       | [ 160 ]                         |
|         | Unidos por Corrientes                  | Desconocido           | 1            | Corrientes                                                                                      | Regionalismo            | Centroderecha | [ 156 ]                         |
|         | Unión Celeste y Blanco                 | Emiliano Fernández    | 1            | Corrientes                                                                                      | Peronismo Federal       | Derecha       | [ 156 ]                         |

### Representación a nivel provincial
| Provincia           | Legisladores nacionales | Legisladores nacionales | Nombre de la coalición | Nombre de la coalición | Nombre de la coalición | Nombre de la coalición | Legisladores provinciales | Legisladores provinciales | Situación |
| Provincia           | Diputados               | Senadores               | Nacional               | Nacional               | Provincial             | Provincial             | Diputados                 | Senadores                 | Situación |
| ------------------- | ----------------------- | ----------------------- | ---------------------- | ---------------------- | ---------------------- | ---------------------- | ------------------------- | ------------------------- | --------- |
| Buenos Aires        | 10/70                   | 0/3                     |                        | La Libertad Avanza     |                        | La Libertad Avanza     | 13/92                     | 4/46                      | Oposición |
| CABA                | 3/25                    | 0/3                     |                        | La Libertad Avanza     |                        | La Libertad Avanza     | 7/60                      |                           | Oposición |
| Catamarca           | 0/5                     | 0/3                     |                        | La Libertad Avanza     |                        | La Libertad Avanza     | 4/41                      | 0/16                      | Oposición |
| Chaco               | 1/7                     | 0/3                     |                        | La Libertad Avanza     |                        | La Libertad Avanza     | 0/32                      |                           | Oposición |
| Chubut              | 1/5                     | 0/3                     |                        | La Libertad Avanza     |                        | La Libertad Avanza     | 0/27                      |                           | Oposición |
| Córdoba             | 2/18                    | 0/3                     |                        | La Libertad Avanza     |                        | La Libertad Avanza     | 1/70                      |                           | Oposición |
| Corrientes          | 1/7                     | 0/3                     |                        | La Libertad Avanza     |                        | La Libertad Avanza     | 0/30                      | 0/15                      | Oposición |
| Entre Ríos          | 1/9                     | 0/3                     |                        | La Libertad Avanza     |                        | La Libertad Avanza     | 2/34                      | 0/17                      | Oposición |
| Formosa             | 1/5                     | 0/3                     |                        | La Libertad Avanza     |                        | La Libertad Avanza     | 0/30                      |                           | Oposición |
| Jujuy               | 1/6                     | 2/3                     |                        | La Libertad Avanza     |                        | La Libertad Avanza     | 0/48                      |                           | Oposición |
| La Pampa            | 0/5                     | 0/3                     |                        | La Libertad Avanza     |                        | La Libertad Avanza     | 0/30                      |                           | Oposición |
| La Rioja            | 1/5                     | 1/3                     |                        | La Libertad Avanza     |                        | La Libertad Avanza     | 1/36                      |                           | Oposición |
| Mendoza             | 3/10                    | 0/3                     |                        | La Libertad Avanza     |                        | La Libertad Avanza     | 1/48                      | 1/38                      | Oposición |
| Misiones            | 1/7                     | 0/3                     |                        | La Libertad Avanza     |                        | La Libertad Avanza     | 0/40                      |                           | Oposición |
| Neuquén             | 1/5                     | 0/3                     |                        | La Libertad Avanza     |                        | La Libertad Avanza     | 1/35                      |                           | Oposición |
| Río Negro           | 1/5                     | 0/3                     |                        | La Libertad Avanza     |                        | La Libertad Avanza     | 3/46                      |                           | Oposición |
| Salta               | 3/7                     | 0/3                     |                        | La Libertad Avanza     |                        | La Libertad Avanza     | 1/60                      | 0/23                      | Oposición |
| San Juan            | 1/6                     | 1/3                     |                        | La Libertad Avanza     |                        | La Libertad Avanza     | 1/36                      |                           | Oposición |
| San Luis            | 1/5                     | 2/3                     |                        | La Libertad Avanza     |                        | La Libertad Avanza     | 0/43                      | 0/9                       | Oposición |
| Santa Cruz          | 0/5                     | 0/3                     |                        | La Libertad Avanza     |                        | La Libertad Avanza     | 0/24                      |                           | Oposición |
| Santa Fe            | 3/19                    | 0/3                     |                        | La Libertad Avanza     |                        | La Libertad Avanza     | 0/50                      | 0/19                      | Oposición |
| Santiago del Estero | 0/7                     | 0/3                     |                        | La Libertad Avanza     |                        | La Libertad Avanza     | 0/40                      |                           | Oposición |
| Tierra del Fuego    | 1/5                     | 0/3                     |                        | La Libertad Avanza     |                        | La Libertad Avanza     | 2/15                      |                           | Oposición |
| Tucumán             | 2/9                     | 0/3                     |                        | La Libertad Avanza     |                        | La Libertad Avanza     | 0/49                      |                           | Oposición |

## Composición legislativa

### Representación a nivel nacional

#### Cámara de Diputados de la Nación
| Interbloque LLA - CREO - ELI 46 diputados - Presidente: Gabriel Bornoroni | Interbloque LLA - CREO - ELI 46 diputados - Presidente: Gabriel Bornoroni | Interbloque LLA - CREO - ELI 46 diputados - Presidente: Gabriel Bornoroni | Interbloque LLA - CREO - ELI 46 diputados - Presidente: Gabriel Bornoroni | Interbloque LLA - CREO - ELI 46 diputados - Presidente: Gabriel Bornoroni | Interbloque LLA - CREO - ELI 46 diputados - Presidente: Gabriel Bornoroni | Interbloque LLA - CREO - ELI 46 diputados - Presidente: Gabriel Bornoroni |
| Partido                                                                   | Partido                                                                   | Retrato                                                                   | Nombre                                                                    | Provincia                                                                 | Mandato                                                                   | Mandato                                                                   |
| Partido                                                                   | Partido                                                                   | Retrato                                                                   | Nombre                                                                    | Provincia                                                                 | Inicio                                                                    | Fin                                                                       |
| ------------------------------------------------------------------------- | ------------------------------------------------------------------------- | ------------------------------------------------------------------------- | ------------------------------------------------------------------------- | ------------------------------------------------------------------------- | ------------------------------------------------------------------------- | ------------------------------------------------------------------------- |
|                                                                           |                                                                           |                                                                           | Nicolás Emma                                                              | Ciudad de Buenos Aires                                                    | 2023                                                                      | 2025                                                                      |
|                                                                           |                                                                           |                                                                           | María Fernanda Araujo                                                     | Ciudad de Buenos Aires                                                    | 2023                                                                      | 2025                                                                      |
|                                                                           |                                                                           |                                                                           | José Luis Espert                                                          | Buenos Aires                                                              | 2021                                                                      | 2025                                                                      |
|                                                                           |                                                                           |                                                                           | Carolina Píparo                                                           | Buenos Aires                                                              | 2021                                                                      | 2025                                                                      |
|                                                                           |                                                                           |                                                                           | Francisco Monti                                                           | Catamarca                                                                 | 2021                                                                      | 2025                                                                      |
|                                                                           |                                                                           |                                                                           | Álvaro Fernando Martínez                                                  | Mendoza                                                                   | 2021                                                                      | 2025                                                                      |
|                                                                           |                                                                           |                                                                           | Florencia Naiara Klipauka Lewtak                                          | Misiones                                                                  | 2021                                                                      | 2025                                                                      |
|                                                                           | Independiente                                                             |                                                                           | Martín Arjol                                                              | Misiones                                                                  | 2021                                                                      | 2025                                                                      |
|                                                                           |                                                                           |                                                                           | Pablo Cervi                                                               | Neuquén                                                                   | 2021                                                                      | 2025                                                                      |
|                                                                           |                                                                           |                                                                           | Carlos Raúl Zapata                                                        | Salta                                                                     | 2021                                                                      | 2025                                                                      |
|                                                                           |                                                                           |                                                                           | Alberto Arancibia Rodríguez                                               | San Luis                                                                  | 2023                                                                      | 2025                                                                      |
|                                                                           |                                                                           |                                                                           | Paula Omodeo                                                              | Tucumán                                                                   | 2021                                                                      | 2025                                                                      |
|                                                                           |                                                                           |                                                                           | Alberto Benegas Lynch                                                     | Buenos Aires                                                              | 2023                                                                      | 2027                                                                      |
|                                                                           | Independiente                                                             |                                                                           | Marcela Pagano                                                            | Buenos Aires                                                              | 2023                                                                      | 2027                                                                      |
|                                                                           |                                                                           |                                                                           | Guillermo Montenegro                                                      | Buenos Aires                                                              | 2023                                                                      | 2027                                                                      |
|                                                                           |                                                                           |                                                                           | Pablo Ansaloni                                                            | Buenos Aires                                                              | 2023                                                                      | 2027                                                                      |
|                                                                           |                                                                           |                                                                           | Juliana Santillán                                                         | Buenos Aires                                                              | 2023                                                                      | 2027                                                                      |
|                                                                           |                                                                           |                                                                           | Lilia Lemoine                                                             | Buenos Aires                                                              | 2023                                                                      | 2027                                                                      |
|                                                                           |                                                                           |                                                                           | Lorena Macyszyn                                                           | Buenos Aires                                                              | 2023                                                                      | 2027                                                                      |
|                                                                           |                                                                           |                                                                           | Santiago Santurio                                                         | Buenos Aires                                                              | 2023                                                                      | 2027                                                                      |
|                                                                           |                                                                           |                                                                           | Alida Ferreyra                                                            | Ciudad de Buenos Aires                                                    | 2023                                                                      | 2027                                                                      |
|                                                                           | Partido de la Libertad y la Prosperidad                                   |                                                                           | Carlos García                                                             | Chaco                                                                     | 2023                                                                      | 2027                                                                      |
|                                                                           |                                                                           |                                                                           | César Treffinger                                                          | Chubut                                                                    | 2023                                                                      | 2027                                                                      |
|                                                                           |                                                                           |                                                                           | María Celeste Ponce                                                       | Córdoba                                                                   | 2023                                                                      | 2027                                                                      |
|                                                                           |                                                                           |                                                                           | Gabriel Bornoroni                                                         | Córdoba                                                                   | 2023                                                                      | 2027                                                                      |
|                                                                           | Independiente                                                             |                                                                           | Luis Picat                                                                | Córdoba                                                                   | 2023                                                                      | 2027                                                                      |
|                                                                           |                                                                           |                                                                           | Lisandro Almirón                                                          | Corrientes                                                                | 2023                                                                      | 2027                                                                      |
|                                                                           | Encuentro Liberal                                                         |                                                                           | Federico Tournier                                                         | Corrientes                                                                | 2023                                                                      | 2027                                                                      |
|                                                                           |                                                                           |                                                                           | Beltrán Benedit                                                           | Entre Ríos                                                                | 2023                                                                      | 2027                                                                      |
|                                                                           |                                                                           |                                                                           | Gerardo González                                                          | Formosa                                                                   | 2023                                                                      | 2027                                                                      |
|                                                                           |                                                                           |                                                                           | Manuel Quintar                                                            | Jujuy                                                                     | 2023                                                                      | 2027                                                                      |
|                                                                           |                                                                           |                                                                           | Martín Menem                                                              | La Rioja                                                                  | 2023                                                                      | 2027                                                                      |
|                                                                           |                                                                           |                                                                           | Mercedes Llano                                                            | Mendoza                                                                   | 2023                                                                      | 2027                                                                      |
|                                                                           |                                                                           |                                                                           | Facundo Correa Llano                                                      | Mendoza                                                                   | 2023                                                                      | 2027                                                                      |
|                                                                           |                                                                           |                                                                           | Nadia Márquez                                                             | Neuquén                                                                   | 2023                                                                      | 2027                                                                      |
|                                                                           |                                                                           |                                                                           | Lorena Villaverde                                                         | Río Negro                                                                 | 2023                                                                      | 2027                                                                      |
|                                                                           |                                                                           |                                                                           | María Emilia Orozco                                                       | Salta                                                                     | 2023                                                                      | 2027                                                                      |
|                                                                           |                                                                           |                                                                           | Julio Ovalle                                                              | Salta                                                                     | 2023                                                                      | 2027                                                                      |
|                                                                           |                                                                           |                                                                           | José Peluc                                                                | San Juan                                                                  | 2023                                                                      | 2027                                                                      |
|                                                                           |                                                                           |                                                                           | Carlos D'Alessandro                                                       | San Luis                                                                  | 2023                                                                      | 2027                                                                      |
|                                                                           |                                                                           |                                                                           | Romina Diez                                                               | Santa Fe                                                                  | 2023                                                                      | 2027                                                                      |
|                                                                           |                                                                           |                                                                           | Nicolás Mayoraz                                                           | Santa Fe                                                                  | 2023                                                                      | 2027                                                                      |
|                                                                           |                                                                           |                                                                           | Rocío Bonacci                                                             | Santa Fe                                                                  | 2023                                                                      | 2027                                                                      |
|                                                                           |                                                                           |                                                                           | Santiago Pauli                                                            | Tierra del Fuego                                                          | 2023                                                                      | 2027                                                                      |
|                                                                           |                                                                           |                                                                           | Gerardo Huesen                                                            | Tucumán                                                                   | 2023                                                                      | 2027                                                                      |
|                                                                           | Independiente                                                             |                                                                           | Mariano Campero                                                           | Tucumán                                                                   | 2023                                                                      | 2027                                                                      |

| Año  | Bloque             | Bancas | Situación | Posición        | Presidente del bloque | Presidente de la Nación | Listado de diputados |
| ---- | ------------------ | ------ | --------- | --------------- | --------------------- | ----------------------- | --- |
| 2021 | La Libertad Avanza | 3/257  | Oposición | Minoría         | Javier Milei          | Alberto Fernández       | Ver lista 1. Javier Milei 2. Victoria Villarruel 3. Carolina Píparo |
| 2023 | La Libertad Avanza | 39/257 | Gobierno  | Segunda minoría | Gabriel Bornoroni     | Javier Milei            | Ver lista 1. Nicolás Emma (hasta 2025) 2. María Fernanda Araujo (hasta 2025) 3. Carolina Píparo (hasta 2025) 4. José Luis Espert (hasta 2025) 5. Florencia Klipauka Lewtak (hasta 2025) 6. Álvaro Martínez (hasta 2025) 7. Alberto Arancibia Rodríguez (hasta 2025) 8. Carlos Zapata (hasta 2025) 9. Alberto Benegas Lynch 10. Marcela Pagano 11. Guillermo Montenegro 12. Pablo Ansaloni 13. Juliana Santillán 14. Lilia Lemoine 15. Lorena Macyszyn 16. Santiago Santurio 17. Alida Ferreyra 18. Carlos García 19. César Treffinger 20. María Celeste Ponce 21. Gabriel Bornoroni 22. Lisandro Almirón 23. Beltrán Benedit 24. Gerardo González 25. Manuel Quintar 26. Martín Menem 27. María Mercedes Llano 28. Facundo Correa Llano 29. Nadia Márquez 30. Lorena Villaverde 31. María Emilia Orozco 32. Julio Ovalle 33. José Peluc 34. Carlos D'Alessandro 35. Romina Diez 36. Nicolás Mayoraz 37. Rocío Bonacci 38. Santiago Pauli 39. Gerardo Huesen |

#### Cámara de Senadores de la Nación
| Bloque La Libertad Avanza (LLA) 6 senadores - Presidente: Ezequiel Atauche | Bloque La Libertad Avanza (LLA) 6 senadores - Presidente: Ezequiel Atauche | Bloque La Libertad Avanza (LLA) 6 senadores - Presidente: Ezequiel Atauche | Bloque La Libertad Avanza (LLA) 6 senadores - Presidente: Ezequiel Atauche | Bloque La Libertad Avanza (LLA) 6 senadores - Presidente: Ezequiel Atauche | Bloque La Libertad Avanza (LLA) 6 senadores - Presidente: Ezequiel Atauche | Bloque La Libertad Avanza (LLA) 6 senadores - Presidente: Ezequiel Atauche | Bloque La Libertad Avanza (LLA) 6 senadores - Presidente: Ezequiel Atauche |
| Interbloque                                                                | Interbloque                                                                | Nombre                                                                     | Nombre                                                                     | Retrato                                                                    | Provincia                                                                  | Mandato                                                                    | Mandato                                                                    |
| Interbloque                                                                | Interbloque                                                                | Nombre                                                                     | Nombre                                                                     | Retrato                                                                    | Provincia                                                                  | Inicio                                                                     | Fin                                                                        |
| -------------------------------------------------------------------------- | -------------------------------------------------------------------------- | -------------------------------------------------------------------------- | -------------------------------------------------------------------------- | -------------------------------------------------------------------------- | -------------------------------------------------------------------------- | -------------------------------------------------------------------------- | -------------------------------------------------------------------------- |
|                                                                            | La Libertad Avanza (6) (Presidente: Ezequiel Atauche)                      |                                                                            | Ezequiel Atauche (LLA)                                                     |                                                                            | Jujuy                                                                      | 2023                                                                       | 2029                                                                       |
|                                                                            | La Libertad Avanza (6) (Presidente: Ezequiel Atauche)                      | Vilma Bedia (LLA)                                                          |                                                                            | Jujuy                                                                      | 2023                                                                       | 2029                                                                       |                                                                            |
|                                                                            | La Libertad Avanza (6) (Presidente: Ezequiel Atauche)                      | Juan Carlos Pagotto (LLA)                                                  |                                                                            | La Rioja                                                                   | 2023                                                                       | 2029                                                                       |                                                                            |
|                                                                            | La Libertad Avanza (6) (Presidente: Ezequiel Atauche)                      | Bruno Olivera (LLA)                                                        |                                                                            | San Juan                                                                   | 2023                                                                       | 2029                                                                       |                                                                            |
|                                                                            | La Libertad Avanza (6) (Presidente: Ezequiel Atauche)                      | Bartolomé Abdala (LLA)                                                     |                                                                            | San Luis                                                                   | 2023                                                                       | 2029                                                                       |                                                                            |
|                                                                            | La Libertad Avanza (6) (Presidente: Ezequiel Atauche)                      | Ivanna Arrascaeta (LLA)                                                    |                                                                            | San Luis                                                                   | 2023                                                                       | 2029                                                                       |                                                                            |

| Año  | Bloque             | Bancas | Situación | Posición        | Presidente del bloque | Presidente de la Nación | Listado de senadores |
| ---- | ------------------ | ------ | --------- | --------------- | --------------------- | ----------------------- | --- |
| 2023 | La Libertad Avanza | 6/72   | Gobierno  | Tercera minoría | Ezequiel Atauche      | Javier Milei            | Ver lista 1. Ezequiel Atauche 2. Vilma Bedia 3. Juan Carlos Pagotto 4. Bruno Olivera 5. Bartolomé Abdala 6. Ivanna Arrascaeta |

#### Parlamento del Mercosur
| Bloque La Libertad Avanza (LLA) Presidente: Patricio Villegas | Bloque La Libertad Avanza (LLA) Presidente: Patricio Villegas | Bloque La Libertad Avanza (LLA) Presidente: Patricio Villegas | Bloque La Libertad Avanza (LLA) Presidente: Patricio Villegas | Bloque La Libertad Avanza (LLA) Presidente: Patricio Villegas | Bloque La Libertad Avanza (LLA) Presidente: Patricio Villegas | Bloque La Libertad Avanza (LLA) Presidente: Patricio Villegas |
| Interbloque                                                   | Interbloque                                                   | Nombre                                                        | Nombre                                                        | Provincia                                                     | Mandato                                                       | Mandato                                                       |
| Interbloque                                                   | Interbloque                                                   | Nombre                                                        | Nombre                                                        | Provincia                                                     | Inicio                                                        | Fin                                                           |
| ------------------------------------------------------------- | ------------------------------------------------------------- | ------------------------------------------------------------- | ------------------------------------------------------------- | ------------------------------------------------------------- | ------------------------------------------------------------- | ------------------------------------------------------------- |
|                                                               | La Libertad Avanza (13) (Presidente: Patricio Villegas)       |                                                               | Patricio Villegas (PD)                                        | Nacional                                                      | 2023                                                          | 2027                                                          |
|                                                               | La Libertad Avanza (13) (Presidente: Patricio Villegas)       | Cristian Pescara (PIC)                                        | Chubut                                                        | 2023                                                          | 2027                                                          |                                                               |
|                                                               | La Libertad Avanza (13) (Presidente: Patricio Villegas)       | Mario Nallar (PRF)                                            | Jujuy                                                         | 2023                                                          | 2027                                                          |                                                               |
|                                                               | La Libertad Avanza (13) (Presidente: Patricio Villegas)       | Jorge Santilli Girala (PL)                                    | Mendoza                                                       | 2023                                                          | 2027                                                          |                                                               |
|                                                               | La Libertad Avanza (13) (Presidente: Patricio Villegas)       | Carlos Ezequiel Romero (PA)                                   | Nacional                                                      | 2023                                                          | 2027                                                          |                                                               |
|                                                               | La Libertad Avanza (13) (Presidente: Patricio Villegas)       | Fabricio Cascino (AN)                                         | Neuquén                                                       | 2023                                                          | 2027                                                          |                                                               |
|                                                               | La Libertad Avanza (13) (Presidente: Patricio Villegas)       | Alfredo Olmedo (LLA)                                          | Salta                                                         | 2023                                                          | 2027                                                          |                                                               |
| David Ocaña (LLA)                                             | La Libertad Avanza (13) (Presidente: Patricio Villegas)       | San Luis                                                      | 2023                                                          | 2027                                                          |                                                               |                                                               |
| Miriam Niveyro (LLA)                                          | La Libertad Avanza (13) (Presidente: Patricio Villegas)       | Nacional                                                      | 2023                                                          | 2027                                                          |                                                               |                                                               |
| Iván Dubois (LLA)                                             | La Libertad Avanza (13) (Presidente: Patricio Villegas)       | Nacional                                                      | 2023                                                          | 2027                                                          |                                                               |                                                               |
| Soledad Pedernera (LLA)                                       | La Libertad Avanza (13) (Presidente: Patricio Villegas)       | Nacional                                                      | 2023                                                          | 2027                                                          |                                                               |                                                               |
|                                                               | La Libertad Avanza (13) (Presidente: Patricio Villegas)       | Brenda Balbuena (Ind.)                                        | Santa Fe                                                      | 2023                                                          | 2027                                                          |                                                               |
|                                                               | La Libertad Avanza (13) (Presidente: Patricio Villegas)       | Julio Gutiérrez (SER)                                         | Santa Cruz                                                    | 2023                                                          | 2027                                                          |                                                               |

#### Diputados Provinciales
| Interbloque                           | Interbloque                                                   | Nombre                 | Nombre                         | Provincia           | Mandato | Mandato |
| Interbloque                           | Interbloque                                                   | Nombre                 | Nombre                         | Provincia           | Inicio  | Fin     |
| ------------------------------------- | ------------------------------------------------------------- | ---------------------- | ------------------------------ | ------------------- | ------- | ------- |
|                                       | La Libertad Avanza (12) (Presidente: Agustín Romo)            |                        | Sebastián Pascual (RU)         | Buenos Aires        | 2024    | 2025    |
|                                       | La Libertad Avanza (12) (Presidente: Agustín Romo)            | Ramón Vera (LLA)       | Buenos Aires                   | 2023                | 2027    |         |
| Geraldine Calvella (LLA)              | La Libertad Avanza (12) (Presidente: Agustín Romo)            | Buenos Aires           | 2024                           | 2027                |         |         |
| Gastón Abonjo (LLA)                   | La Libertad Avanza (12) (Presidente: Agustín Romo)            | Buenos Aires           | 2023                           | 2027                |         |         |
| Agustín Romo (LLA)                    | La Libertad Avanza (12) (Presidente: Agustín Romo)            | Buenos Aires           | 2023                           | 2027                |         |         |
| Oriana Colugnatti (LLA)               | La Libertad Avanza (12) (Presidente: Agustín Romo)            | Buenos Aires           | 2023                           | 2027                |         |         |
| Sofía Pomponio (LLA)                  | La Libertad Avanza (12) (Presidente: Agustín Romo)            | Buenos Aires           | 2023                           | 2027                |         |         |
| Jazmín Carrizo (LLA)                  | La Libertad Avanza (12) (Presidente: Agustín Romo)            | Buenos Aires           | 2023                           | 2027                |         |         |
| Florencia Retamoso (LLA)              | La Libertad Avanza (12) (Presidente: Agustín Romo)            | Buenos Aires           | 2023                           | 2025                |         |         |
| Fernando Compagnoni (LLA)             | La Libertad Avanza (12) (Presidente: Agustín Romo)            | Buenos Aires           | 2021                           | 2025                |         |         |
| Abigail Gómez (LLA)                   | La Libertad Avanza (12) (Presidente: Agustín Romo)            | Buenos Aires           | 2021                           | 2025                |         |         |
| Guillermo Castello (LLA)              | La Libertad Avanza (12) (Presidente: Agustín Romo)            | Buenos Aires           | 2021                           | 2025                |         |         |
|                                       | La Libertad Avanza (8) (Presidente: María del Pilar Ramírez)  |                        |                                |                     |         |         |
|                                       | María del Pilar Ramírez (LLA)                                 | Ciudad de Buenos Aires | 2023                           | 2027                |         |         |
| Rebeca Fleitas (LLA)                  | Ciudad de Buenos Aires                                        | 2021                   | 2025                           |                     |         |         |
| Leonardo Saifert (LLA)                | Ciudad de Buenos Aires                                        | 2021                   | 2025                           |                     |         |         |
| Marina Kienast (LLA)                  | Ciudad de Buenos Aires                                        | 2021                   | 2025                           |                     |         |         |
| Juan Pablo Arenaza (LLA)              | Ciudad de Buenos Aires                                        | 2021                   | 2025                           |                     |         |         |
| María Luisa González Estevarena (LLA) | Ciudad de Buenos Aires                                        | 2021                   | 2025                           |                     |         |         |
| Silvia Imas (LLA)                     | Ciudad de Buenos Aires                                        | 2023                   | 2027                           |                     |         |         |
|                                       | Lucía Montenegro (AV)                                         | Ciudad de Buenos Aires | 2021                           | 2025                |         |         |
|                                       | La Libertad Avanza (4) (Presidente: Adrián Brizuela)          |                        | Adrián Brizuela (LLA)          | Catamarca           | 2023    | 2027    |
| Federico Lencina (LLA)                | La Libertad Avanza (4) (Presidente: Adrián Brizuela)          | Catamarca              | 2023                           | 2027                |         |         |
| Analía Aguaisol Barbosa (LLA)         | La Libertad Avanza (4) (Presidente: Adrián Brizuela)          | Catamarca              | 2023                           | 2027                |         |         |
| Verónica Vallejos (LLA)               | La Libertad Avanza (4) (Presidente: Adrián Brizuela)          | Catamarca              | 2023                           | 2027                |         |         |
|                                       | Encuentro Liberal (4) (Presidente: Pedro Cassani)             |                        | Pedro Cassani (ELI)            | Corrientes          | 2023    | 2027    |
| Ana Améndola (ELI)                    | Encuentro Liberal (4) (Presidente: Pedro Cassani)             | Corrientes             | 2023                           | 2027                |         |         |
| Lucía Centurión (ELI)                 | Encuentro Liberal (4) (Presidente: Pedro Cassani)             | Corrientes             | 2021                           | 2025                |         |         |
| Horacio Pozo (ELI)                    | Encuentro Liberal (4) (Presidente: Pedro Cassani)             | Corrientes             | 2021                           | 2025                |         |         |
|                                       | Partido Autonomista (1) (Presidente: José Romero Brisco)      |                        | José Romero Brisco (PA)        | Corrientes          | 2021    | 2025    |
|                                       | La Libertad Avanza (2) (Presidente: Roque Fleitas)            |                        | Roque Fleitas (LLA)            | Entre Ríos          | 2023    | 2027    |
| Débora Todoni (LLA)                   | La Libertad Avanza (2) (Presidente: Roque Fleitas)            | Entre Ríos             | 2023                           | 2027                |         |         |
|                                       | La Libertad Avanza (1) (Presidente: Liliana Medina)           |                        | Liliana Medina (UCeDe)         | La Rioja            | 2023    | 2025    |
|                                       | La Libertad Avanza (1) (Presidente: Gustavo Cairo)            |                        | Gustavo Cairo (LLA)            | Mendoza             | 2023    | 2027    |
|                                       | La Libertad Avanza (1) (Presidente: Brenda Buchiniz Zaniuk)   |                        | Brenda Buchiniz Zaniuk (LLA)   | Neuquén             | 2023    | 2027    |
|                                       | La Libertad Avanza (1) (Presidente: César Domínguez)          |                        | César Domínguez (LLA)          | Río Negro           | 2023    | 2027    |
|                                       | La Libertad Avanza (1) (Presidente: Roque Cornejo Avellaneda) |                        | Roque Cornejo Avellaneda (LLA) | Salta               | 2021    | 2025    |
|                                       | La Libertad Avanza - ADN (1) (Presidente: Fernando Patinella) |                        | Fernando Patinella (ADN)       | San Juan            | 2023    | 2027    |
|                                       | La Libertad Avanza (1) (Presidente: Mariló Gau)               |                        | Mariló Gau (LLA)               | Santiago del Estero | 2021    | 2025    |
|                                       | La Libertad Avanza (2) (Presidente: Agustín Coto)             |                        | Agustín Coto (LLA)             | Tierra del Fuego    | 2023    | 2027    |
| Natalia Graciania Flores (LLA)        | La Libertad Avanza (2) (Presidente: Agustín Coto)             | Tierra del Fuego       | 2023                           | 2027                |         |         |
|                                       | Avanza Tucumán (1) (Presidente: José Seleme)                  |                        |                                |                     |         |         |
| José Seleme (LLA)                     | Tucumán                                                       | 2023                   | 2027                           |                     |         |         |

#### Senadores Provinciales
| Bloque                  | Bloque                                                                       | Nombre       | Nombre                   | Provincia    | Mandato | Mandato |
| Bloque                  | Bloque                                                                       | Nombre       | Nombre                   | Provincia    | Inicio  | Fin     |
| ----------------------- | ---------------------------------------------------------------------------- | ------------ | ------------------------ | ------------ | ------- | ------- |
|                         | Libertad Avanza (4) (Presidente: Carlos Curestis)                            |              | Carlos Curestis (LLA)    | Buenos Aires | 2024    | 2027    |
| Betina Riva (LLA)       | Libertad Avanza (4) (Presidente: Carlos Curestis)                            | Buenos Aires | 2023                     | 2027         |         |         |
| Florencia Arietto (LLA) | Libertad Avanza (4) (Presidente: Carlos Curestis)                            | Buenos Aires | 2021                     | 2025         |         |         |
| Daniela Reich (LLA)     | Libertad Avanza (4) (Presidente: Carlos Curestis)                            | Buenos Aires | 2021                     | 2025         |         |         |
|                         | Partido Demócrata / La Libertad Avanza (1) (Presidente: Armando Magistretti) |              | Armando Magistretti (PD) | Mendoza      | 2023    | 2027    |

#### Concejales Provinciales
Nota: En la lista se detallan todos los concejales que acompañan y siguen las órdenes de Karina Milei, líder del partido, así como también a los diferentes presidentes de distrito.
| Concejales                         | Concejales           | Concejales             | Concejales                         | Concejales            | Concejales | Concejales |
| Bloque                             | Bloque               | Nombre                 | Nombre                             | Partido               | Mandato    | Mandato    |
| Bloque                             | Bloque               | Nombre                 | Nombre                             | Partido               | Inicio     | Fin        |
| ---------------------------------- | -------------------- | ---------------------- | ---------------------------------- | --------------------- | ---------- | ---------- |
| Buenos Aires                       |                      |                        |                                    |                       |            |            |
|                                    | Libertad Avanza (2)  |                        | Roberto Rodas (LLA)                | Adolfo Alsina         | 2023       | 2027       |
| Micaela Amarain (LLA)              | Libertad Avanza (2)  | Adolfo Alsina          | 2023                               | 2027                  |            |            |
|                                    | Libertad Avanza (4)  |                        | Juan Pedro Aquino (LLA)            | Almirante Brown       | 2023       | 2027       |
| Roberto Barreiro (LLA)             | Libertad Avanza (4)  | Almirante Brown        | 2023                               | 2027                  |            |            |
| Diego Fernández Garrido (LLA)      | Libertad Avanza (4)  | Almirante Brown        | 2023                               | 2027                  |            |            |
| Natalia Germán (LLA)               | Libertad Avanza (4)  | Almirante Brown        | 2023                               | 2027                  |            |            |
|                                    | Libertad Avanza (3)  |                        | Arnaldo Díaz (LLA)                 | Avellaneda            | 2023       | 2027       |
| Damián Paz (LLA)                   | Libertad Avanza (3)  | Avellaneda             | 2023                               | 2027                  |            |            |
| Patricia Ventosa (LLA)             | Libertad Avanza (3)  | Avellaneda             | 2023                               | 2027                  |            |            |
|                                    | Libertad Avanza (3)  |                        | Saúl Lucero (LLA)                  | Azul                  | 2023       | 2027       |
| Andrea Barceló (LLA)               | Libertad Avanza (3)  | Azul                   | 2023                               | 2027                  |            |            |
| Virginia Torres (LLA)              | Libertad Avanza (3)  | Azul                   | 2023                               | 2027                  |            |            |
|                                    | Libertad Avanza (2)  |                        | Vanina Linzuain (LLA)              | Bahía Blanca          | 2023       | 2027       |
| Mauro Reyes (LLA)                  | Libertad Avanza (2)  | Bahía Blanca           | 2023                               | 2027                  |            |            |
|                                    | Libertad Avanza (2)  |                        | María Laso Barreiro (LLA)          | Balcarce              | 2023       | 2027       |
| Enrique Guillén (LLA)              | Libertad Avanza (2)  | Balcarce               | 2023                               | 2027                  |            |            |
|                                    | Libertad Avanza (2)  |                        | Emanuel Marega (LLA)               | Baradero              | 2023       | 2027       |
| Romina Fernández (LLA)             | Libertad Avanza (2)  | Baradero               | 2023                               | 2027                  |            |            |
|                                    | Libertad Avanza (4)  |                        | Cecilia Franco (LLA)               | Berazategui           | 2023       | 2027       |
| Héctor Ravelo (LLA)                | Libertad Avanza (4)  | Berazategui            | 2023                               | 2027                  |            |            |
| Dante Morini (LLA)                 | Libertad Avanza (4)  | Berazategui            | 2023                               | 2027                  |            |            |
| Julián Amendolaggine (LLA)         | Libertad Avanza (4)  | Berazategui            | 2023                               | 2027                  |            |            |
|                                    | Libertad Avanza (1)  |                        | Melisa Aguilera (LLA)              | Berisso               | 2023       | 2027       |
|                                    | Libertad Avanza (2)  |                        | Flavio De Marco (LLA)              | Bolívar               | 2023       | 2027       |
| Ariel Alomar (LLA)                 | Libertad Avanza (2)  | Bolívar                | 2021                               | 2025                  |            |            |
|                                    | Libertad Avanza (2)  |                        | Daniela Monzón (LLA)               | Bragado               | 2023       | 2027       |
| Germán Diaz (LLA)                  | Libertad Avanza (2)  | Bragado                | 2023                               | 2027                  |            |            |
|                                    | Libertad Avanza (1)  |                        | Jonathan Roldan (LLA)              | Brandsen              | 2023       | 2027       |
|                                    | Libertad Avanza (1)  |                        | Maximiliano Corio (LLA)            | Campana               | 2023       | 2027       |
|                                    | Libertad Avanza (2)  |                        | Bautista Augusto (LLA)             | Cañuelas              | 2023       | 2027       |
| Valeria Medina (LLA)               | Libertad Avanza (2)  | Cañuelas               | 2023                               | 2027                  |            |            |
|                                    | Libertad Avanza (7)  |                        | Susana Keating (LLA)               | Capitán Sarmiento     | 2023       | 2027       |
| Marcelo Lemos (LLA)                | Libertad Avanza (7)  | Capitán Sarmiento      | 2023                               | 2027                  |            |            |
| Sandra Pujol (LLA)                 | Libertad Avanza (7)  | Capitán Sarmiento      | 2023                               | 2027                  |            |            |
| Hugo Russell (LLA)                 | Libertad Avanza (7)  | Capitán Sarmiento      | 2023                               | 2027                  |            |            |
| Domingo Sánchez (LLA)              | Libertad Avanza (7)  | Capitán Sarmiento      | 2023                               | 2027                  |            |            |
| Gustavo Semino (LLA)               | Libertad Avanza (7)  | Capitán Sarmiento      | 2023                               | 2027                  |            |            |
| Daniel Soria (LLA)                 | Libertad Avanza (7)  | Capitán Sarmiento      | 2023                               | 2027                  |            |            |
|                                    | Libertad Avanza (1)  |                        | Franco Cruseño (LLA)               | Carlos Casares        | 2023       | 2027       |
|                                    | Libertad Avanza (2)  |                        | Claudia Sosa (Ind.)                | Chacabuco             | 2023       | 2027       |
| Ezequiel Martínez (Ind.)           | Libertad Avanza (2)  | Chacabuco              | 2023                               | 2027                  |            |            |
|                                    | Libertad Avanza (1)  |                        | Rubén Bottini (LLA)                | Coronel Pringles      | 2023       | 2027       |
|                                    | Libertad Avanza (4)  |                        | Juan Di Carlo (LLA)                | Coronel Rosales       | 2023       | 2027       |
| Pablo Gómez (LLA)                  | Libertad Avanza (4)  | Coronel Rosales        | 2023                               | 2027                  |            |            |
| Josefina Aguilera (LLA)            | Libertad Avanza (4)  | Coronel Rosales        | 2023                               | 2027                  |            |            |
| Encarnación Quiroga (LLA)          | Libertad Avanza (4)  | Coronel Rosales        | 2021                               | 2025                  |            |            |
|                                    | Libertad Avanza (1)  |                        | Alfredo Benz (LLA)                 | Coronel Suárez        | 2023       | 2027       |
|                                    | Libertad Avanza (1)  |                        | María Cristina Hernández (LLA)     | Daireaux              | 2023       | 2027       |
|                                    | Libertad Avanza (2)  |                        | Leandro Rojas (LLA)                | Ensenada              | 2023       | 2027       |
| Agustina Caparros (LLA)            | Libertad Avanza (2)  | Ensenada               | 2023                               | 2027                  |            |            |
|                                    | Libertad Avanza (5)  |                        | Mariana Huber (LLA)                | Escobar               | 2023       | 2027       |
| Diego Muzzio (LLA)                 | Libertad Avanza (5)  | Escobar                | 2023                               | 2027                  |            |            |
| Daniel Girotti (LLA)               | Libertad Avanza (5)  | Escobar                | 2023                               | 2027                  |            |            |
| Florencia Campo Dall Orto (LLA)    | Libertad Avanza (5)  | Escobar                | 2023                               | 2027                  |            |            |
| Diego Castagnaro (LLA)             | Libertad Avanza (5)  | Escobar                | 2021                               | 2025                  |            |            |
|                                    | Libertad Avanza (6)  |                        | Facundo Prieto (LLA)               | Esteban Echeverría    | 2023       | 2027       |
| Melina Baio (LLA)                  | Libertad Avanza (6)  | Esteban Echeverría     | 2023                               | 2027                  |            |            |
| Adrián Zalazar (LLA)               | Libertad Avanza (6)  | Esteban Echeverría     | 2023                               | 2027                  |            |            |
| Facundo Quiroga (LLA)              | Libertad Avanza (6)  | Esteban Echeverría     | 2023                               | 2027                  |            |            |
| Vanesa Gioia (LLA)                 | Libertad Avanza (6)  | Esteban Echeverría     | 2023                               | 2027                  |            |            |
| Rubén Ruíz (LLA)                   | Libertad Avanza (6)  | Esteban Echeverría     | 2023                               | 2027                  |            |            |
|                                    | Libertad Avanza (2)  |                        | Denisa Verón (LLA)                 | Exaltación de la Cruz | 2023       | 2027       |
| Esteban Lizaso (LLA)               | Libertad Avanza (2)  | Exaltación de la Cruz  | 2023                               | 2027                  |            |            |
|                                    | Libertad Avanza (2)  |                        | Lorena Arias (LLA)                 | Ezeiza                | 2023       | 2027       |
| Diana Baez Gadea (LLA)             | Libertad Avanza (2)  | Ezeiza                 | 2023                               | 2027                  |            |            |
|                                    | Libertad Avanza (2)  |                        | Marlene Canto (LLA)                | Florencio Varela      | 2023       | 2027       |
| Ezequiel Taborda (LLA)             | Libertad Avanza (2)  | Florencio Varela       | 2023                               | 2027                  |            |            |
|                                    | Libertad Avanza (1)  |                        | Uriel Mespulet (LLA)               | General Alvarado      | 2023       | 2027       |
|                                    | Libertad Avanza (1)  |                        | Edgardo Salerno (LLA)              | General Paz           | 2023       | 2027       |
|                                    | Libertad Avanza (2)  |                        | Emiliano Recalt (LLA)              | General Pueyrredón    | 2023       | 2027       |
| María Cecilia Martínez (LLA)       | Libertad Avanza (2)  | General Pueyrredón     | 2023                               | 2027                  |            |            |
|                                    | Libertad Avanza (2)  |                        | Matías Ledesma (LLA)               | General Rodríguez     | 2023       | 2027       |
| Daiana Duarte (LLA)                | Libertad Avanza (2)  | General Rodríguez      | 2023                               | 2027                  |            |            |
|                                    | Libertad Avanza (2)  |                        | Marcelo Gil (LLA)                  | General San Martín    | 2023       | 2027       |
| Verónica Caro (LLA)                | Libertad Avanza (2)  | General San Martín     | 2023                               | 2027                  |            |            |
|                                    | Libertad Avanza (4)  |                        | Agustín Bilotta (LLA)              | General Villegas      | 2023       | 2027       |
| Mariana Dominici (LLA)             | Libertad Avanza (4)  | General Villegas       | 2023                               | 2027                  |            |            |
| Sergio Tomaselli (LLA)             | Libertad Avanza (4)  | General Villegas       | 2023                               | 2027                  |            |            |
| Analía Balaudo (LLA)               | Libertad Avanza (4)  | General Villegas       | 2023                               | 2027                  |            |            |
|                                    | Libertad Avanza (2)  |                        | Roque Belizán (LLA)                | Hurlingham            | 2023       | 2027       |
| Claudia Serratti (LLA)             | Libertad Avanza (2)  | Hurlingham             | 2023                               | 2027                  |            |            |
|                                    | Libertad Avanza (2)  |                        | Marcelo Gil (LLA)                  | General San Martín    | 2023       | 2027       |
| Verónica Caro (LLA)                | Libertad Avanza (2)  | General San Martín     | 2023                               | 2027                  |            |            |
|                                    | Libertad Avanza (2)  |                        | Juan Francisco Larralde (LLA)      | Ituzaingó             | 2023       | 2027       |
| Agustina de la Iglesia (LLA)       | Libertad Avanza (2)  | Ituzaingó              | 2023                               | 2027                  |            |            |
|                                    | Libertad Avanza (3)  |                        | Mariano González (LLA)             | José C. Paz           | 2023       | 2027       |
| Nora Coronel (LLA)                 | Libertad Avanza (3)  | José C. Paz            | 2023                               | 2027                  |            |            |
| José Arribillaga (LLA)             | Libertad Avanza (3)  | José C. Paz            | 2023                               | 2027                  |            |            |
|                                    | Libertad Avanza (2)  |                        | Belén Veronelli (LLA)              | Junín                 | 2023       | 2027       |
| Juan Manuel Cornaglia Ré (LLA)     | Libertad Avanza (2)  | Junín                  | 2023                               | 2027                  |            |            |
|                                    | Libertad Avanza (2)  |                        | Amadeo Arebalo Moreira (LLA)       | La Costa              | 2023       | 2027       |
| Elizabeth Ferrín (LLA)             | Libertad Avanza (2)  | La Costa               | 2023                               | 2027                  |            |            |
|                                    | Libertad Avanza (3)  |                        | Lorena Ramos (LLA)                 | La Matanza            | 2023       | 2027       |
| Ricardo Lococo (LLA)               | Libertad Avanza (3)  | La Matanza             | 2023                               | 2027                  |            |            |
| Cecilia Zacarías (LLA)             | Libertad Avanza (3)  | La Matanza             | 2023                               | 2027                  |            |            |
|                                    | Libertad Avanza (4)  |                        | María Florencia Barcia (LLA)       | La Plata              | 2023       | 2027       |
| Guillermo Bardón (LLA)             | Libertad Avanza (4)  | La Plata               | 2023                               | 2027                  |            |            |
| María Florencia Defeo (LLA)        | Libertad Avanza (4)  | La Plata               | 2023                               | 2027                  |            |            |
| María Belén Muñoz (LLA)            | Libertad Avanza (4)  | La Plata               | 2023                               | 2027                  |            |            |
|                                    | Libertad Avanza (4)  |                        | Mariana Ayesa (LLA)                | Lanús                 | 2023       | 2027       |
| Marcelo Villa (LLA)                | Libertad Avanza (4)  | Lanús                  | 2023                               | 2027                  |            |            |
| Guillermo Bonafina (LLA)           | Libertad Avanza (4)  | Lanús                  | 2023                               | 2027                  |            |            |
| Claudia Serapio (LLA)              | Libertad Avanza (4)  | Lanús                  | 2023                               | 2027                  |            |            |
|                                    | Libertad Avanza (2)  |                        | Claudia Esterlús (LLA)             | Lincoln               | 2023       | 2027       |
| Luis María Castillo (LLA)          | Libertad Avanza (2)  | Lincoln                | 2023                               | 2027                  |            |            |
|                                    | Libertad Avanza (1)  |                        | David Porchedda (LLA)              | Lobos                 | 2023       | 2027       |
|                                    | Libertad Avanza (6)  |                        | Fernando Iantorno (LLA)            | Lomas de Zamora       | 2023       | 2027       |
| Andrea Martín (LLA)                | Libertad Avanza (6)  | Lomas de Zamora        | 2023                               | 2027                  |            |            |
| Juan Scarpa (LLA)                  | Libertad Avanza (6)  | Lomas de Zamora        | 2023                               | 2027                  |            |            |
| Guillermo Viñuales (LLA)           | Libertad Avanza (6)  | Lomas de Zamora        | 2023                               | 2027                  |            |            |
| Irene Jiménez (LLA)                | Libertad Avanza (6)  | Lomas de Zamora        | 2023                               | 2027                  |            |            |
| Cecilia Gómez (LLA)                | Libertad Avanza (6)  | Lomas de Zamora        | 2021                               | 2025                  |            |            |
|                                    | Libertad Avanza (3)  |                        | Lorena Lagana (LLA)                | Malvinas Argentinas   | 2023       | 2027       |
| Ayrton Caro (LLA)                  | Libertad Avanza (3)  | Malvinas Argentinas    | 2023                               | 2027                  |            |            |
| Patricia Ferreyra (LLA)            | Libertad Avanza (3)  | Malvinas Argentinas    | 2023                               | 2027                  |            |            |
|                                    | Libertad Avanza (1)  |                        | Cristian Prada (LLA)               | Mar Chiquita          | 2023       | 2027       |
|                                    | Libertad Avanza (2)  |                        | Julián Altamira (LLA)              | Marcos Paz            | 2023       | 2027       |
| Agustina Jauregui (LLA)            | Libertad Avanza (2)  | Marcos Paz             | 2023                               | 2027                  |            |            |
|                                    | Libertad Avanza (2)  |                        | Marcela Munarriz (LLA)             | Mercedes              | 2023       | 2027       |
| Gustavo Mangoni (LLA)              | Libertad Avanza (2)  | Mercedes               | 2023                               | 2027                  |            |            |
|                                    | Libertad Avanza (2)  |                        | Javier Paulucci (LLA)              | Merlo                 | 2023       | 2027       |
| Paola Toledo (LLA)                 | Libertad Avanza (2)  | Merlo                  | 2023                               | 2027                  |            |            |
|                                    | Libertad Avanza (1)  |                        | Leonardo Alfano (LLA)              | Monte                 | 2023       | 2027       |
|                                    | Libertad Avanza (2)  |                        | Silvia Manzo (LLA)                 | Monte Hermoso         | 2023       | 2027       |
| José Luis Sánchez (LLA)            | Libertad Avanza (2)  | Monte Hermoso          | 2023                               | 2027                  |            |            |
|                                    | Libertad Avanza (3)  |                        | Daniel Chávez (LLA)                | Moreno                | 2023       | 2027       |
| Ingrid Flessa (LLA)                | Libertad Avanza (3)  | Moreno                 | 2023                               | 2027                  |            |            |
| Cristian Rufino Zárate (LLA)       | Libertad Avanza (3)  | Moreno                 | 2023                               | 2027                  |            |            |
|                                    | Libertad Avanza (4)  |                        | María Traverso (LLA)               | Morón                 | 2023       | 2027       |
| Pablo Tozzi (LLA)                  | Libertad Avanza (4)  | Morón                  | 2023                               | 2027                  |            |            |
| Romina Fusco (LLA)                 | Libertad Avanza (4)  | Morón                  | 2023                               | 2027                  |            |            |
| Cecilia Solía (LLA)                | Libertad Avanza (4)  | Morón                  | 2023                               | 2027                  |            |            |
|                                    | Libertad Avanza (1)  |                        | Soledad Lozano (LLA)               | Navarro               | 2023       | 2027       |
|                                    | Libertad Avanza (2)  |                        | Mariano Valiante (LLA)             | Necochea              | 2023       | 2027       |
|                                    | Libertad Avanza (2)  | Verónica Bibbo (VpmP)  | Necochea                           | 2023                  | 2027       |            |
|                                    | Libertad Avanza (3)  |                        | Luis Moos (LLA)                    | Nueve de Julio        | 2023       | 2027       |
| Sol Ormaechea (LLA)                | Libertad Avanza (3)  | Nueve de Julio         | 2023                               | 2027                  |            |            |
| Pablo Giacomino (LLA)              | Libertad Avanza (3)  | Nueve de Julio         | 2023                               | 2027                  |            |            |
|                                    | Libertad Avanza (2)  |                        | Oliver Gamondi (LLA)               | Olavarría             | 2023       | 2027       |
| Paola Odello (LLA)                 | Libertad Avanza (2)  | Olavarría              | 2021                               | 2025                  |            |            |
|                                    | Libertad Avanza (2)  |                        | Roberto Martínez (LLA)             | Patagones             | 2023       | 2027       |
| Brisa Zelmer (LLA)                 | Libertad Avanza (2)  | Patagones              | 2023                               | 2027                  |            |            |
|                                    | Libertad Avanza (1)  |                        | Evangelina Aí (LLA)                | Pehuajó               | 2023       | 2027       |
|                                    | Libertad Avanza (3)  |                        | Jorge Dib (LLA)                    | Pergamino             | 2023       | 2027       |
| Ivana Tribouley (LLA)              | Libertad Avanza (3)  | Pergamino              | 2023                               | 2027                  |            |            |
| Gabriel Figueroa (LLA)             | Libertad Avanza (3)  | Pergamino              | 2023                               | 2027                  |            |            |
|                                    | Libertad Avanza (2)  |                        | Juan Martín Tito (LLA)             | Pilar                 | 2023       | 2027       |
| Solana Marchesan (LLA)             | Libertad Avanza (2)  | Pilar                  | 2023                               | 2027                  |            |            |
|                                    | Libertad Avanza (2)  |                        | Daniel Jouffré (LLA)               | Pinamar               | 2023       | 2027       |
| Sabrina Giraldi (LLA)              | Libertad Avanza (2)  | Pinamar                | 2023                               | 2027                  |            |            |
|                                    | Libertad Avanza (2)  |                        | Eduardo Guardia (LLA)              | Presidente Perón      | 2023       | 2027       |
| Yanina Sosa (LLA)                  | Libertad Avanza (2)  | Presidente Perón       | 2023                               | 2027                  |            |            |
|                                    | Libertad Avanza (1)  |                        | Carlos Lang (LLA)                  | Puan                  | 2023       | 2027       |
|                                    | Libertad Avanza (2)  |                        | Estefanía Albasetti (LLA)          | Quilmes               | 2023       | 2027       |
| Ricardo Rij (LLA)                  | Libertad Avanza (2)  | Quilmes                | 2023                               | 2027                  |            |            |
|                                    | Libertad Avanza (1)  |                        | Facundo Raposo (LLA)               | Rojas                 | 2023       | 2027       |
|                                    | Libertad Avanza (1)  |                        | Silvio Mosegui (LLA)               | Saavedra              | 2023       | 2027       |
|                                    | Libertad Avanza (1)  |                        | Juan Manuel Nicora Gutiérrez (LLA) | Saladillo             | 2023       | 2027       |
|                                    | Libertad Avanza (2)  |                        | Ivan Pérez Morelli (LLA)           | Salto                 | 2023       | 2027       |
| Cintia Franco (LLA)                | Libertad Avanza (2)  | Salto                  | 2023                               | 2027                  |            |            |
|                                    | Libertad Avanza (2)  |                        | Sandra Aranda (LLA)                | San Andrés de Giles   | 2023       | 2027       |
| Ariel Hure (LLA)                   | Libertad Avanza (2)  | San Andrés de Giles    | 2023                               | 2027                  |            |            |
|                                    | Libertad Avanza (1)  |                        | Pamela Ávila Bustamante (LLA)      | San Fernando          | 2023       | 2027       |
|                                    | Libertad Avanza (1)  |                        | Alberto Montes (LLA)               | San Isidro            | 2023       | 2027       |
|                                    | Libertad Avanza (2)  |                        | Carlos Romo (LLA)                  | San Miguel            | 2023       | 2027       |
|                                    | Libertad Avanza (2)  |                        | Nicolás Deatriz (LLA)              | San Nicolás           | 2023       | 2027       |
| Federica Weller (LLA)              | Libertad Avanza (2)  | San Nicolás            | 2023                               | 2027                  |            |            |
|                                    | Libertad Avanza (2)  |                        | Mauro De Rosa (LLA)                | San Pedro             | 2023       | 2027       |
| Fernando Negrete (LLA)             | Libertad Avanza (2)  | San Pedro              | 2023                               | 2027                  |            |            |
|                                    | Libertad Avanza (2)  |                        | Julián Mascia (LLA)                | San Vicente           | 2023       | 2027       |
| Marcela Sosa (LLA)                 | Libertad Avanza (2)  | San Vicente            | 2023                               | 2027                  |            |            |
|                                    | Libertad Avanza (2)  |                        | Federico Sánchez Chopa (LLA)       | Tandil                | 2023       | 2027       |
|                                    | Libertad Avanza (2)  | María Luján Fiego (AT) | Tandil                             | 2023                  | 2027       |            |
|                                    | Libertad Avanza (7)  |                        | Segundo Cernadas (LLA)             | Tigre                 | 2023       | 2027       |
| Josefina Pondé (LLA)               | Libertad Avanza (7)  | Tigre                  | 2023                               | 2027                  |            |            |
| Lisandro Lanzon (LLA)              | Libertad Avanza (7)  | Tigre                  | 2023                               | 2027                  |            |            |
| Ximena Pereyra (LLA)               | Libertad Avanza (7)  | Tigre                  | 2023                               | 2027                  |            |            |
| Mariano Pelayo (LLA)               | Libertad Avanza (7)  | Tigre                  | 2023                               | 2027                  |            |            |
| Marcela Césare (LLA)               | Libertad Avanza (7)  | Tigre                  | 2023                               | 2027                  |            |            |
| Sofía Bravo Adamoli (LLA)          | Libertad Avanza (7)  | Tigre                  | 2023                               | 2027                  |            |            |
|                                    | Libertad Avanza (1)  |                        | Daiana Juan (LLA)                  | Tornquist             | 2023       | 2027       |
|                                    | Libertad Avanza (2)  |                        | Gustavo Bories (LLA)               | Trenque Lauquen       | 2023       | 2027       |
| Jennifer Pérez (LLA)               | Libertad Avanza (2)  | Trenque Lauquen        | 2023                               | 2027                  |            |            |
|                                    | Libertad Avanza (2)  |                        | Omar Bartneche (LLA)               | Tres Arroyos          | 2023       | 2027       |
| Alberto Giordano (LLA)             | Libertad Avanza (2)  | Tres Arroyos           | 2023                               | 2027                  |            |            |
|                                    | Libertad Avanza (13) |                        | Hernán Lorenzo (LLA)               | Tres de Febrero       | 2023       | 2027       |
| Romina Aguirre (LLA)               | Libertad Avanza (13) | Tres de Febrero        | 2023                               | 2027                  |            |            |
| Mariano Allende (LLA)              | Libertad Avanza (13) | Tres de Febrero        | 2023                               | 2027                  |            |            |
| María de los Ángeles Berardi (LLA) | Libertad Avanza (13) | Tres de Febrero        | 2023                               | 2027                  |            |            |
| Cristian Lanzilotti (LLA)          | Libertad Avanza (13) | Tres de Febrero        | 2023                               | 2027                  |            |            |
| Juan Carlos Berns (LLA)            | Libertad Avanza (13) | Tres de Febrero        | 2023                               | 2027                  |            |            |
| Sheila Catapano (LLA)              | Libertad Avanza (13) | Tres de Febrero        | 2023                               | 2027                  |            |            |
| Pablo Casna (LLA)                  | Libertad Avanza (13) | Tres de Febrero        | 2023                               | 2027                  |            |            |
| Sofía Schiavo (LLA)                | Libertad Avanza (13) | Tres de Febrero        | 2023                               | 2027                  |            |            |
| Carlos Rampini (LLA)               | Libertad Avanza (13) | Tres de Febrero        | 2023                               | 2027                  |            |            |
| Lorena Ferrazo (LLA)               | Libertad Avanza (13) | Tres de Febrero        | 2023                               | 2027                  |            |            |
| Marcela Chávez (LLA)               | Libertad Avanza (13) | Tres de Febrero        | 2023                               | 2027                  |            |            |
| Gabriel Muñoz (LLA)                | Libertad Avanza (13) | Tres de Febrero        | 2023                               | 2027                  |            |            |
|                                    | Libertad Avanza (1)  |                        | José Luis Guarch (LLA)             | Veinticinco de Mayo   | 2023       | 2027       |
|                                    | Libertad Avanza (3)  |                        | Luis Palomino (LLA)                | Vicente López         | 2023       | 2027       |
| María Rosa Malano (LLA)            | Libertad Avanza (3)  | Vicente López          | 2023                               | 2027                  |            |            |
| Marta Tello (LLA)                  | Libertad Avanza (3)  | Vicente López          | 2023                               | 2027                  |            |            |
|                                    | Libertad Avanza (3)  |                        | Luis Vilvas (LLA)                  | Villa Gesell          | 2023       | 2027       |
| Adrián Green (LLA)                 | Libertad Avanza (3)  | Villa Gesell           | 2023                               | 2027                  |            |            |
| Emiliano Peluffo (LLA)             | Libertad Avanza (3)  | Villa Gesell           | 2023                               | 2027                  |            |            |
|                                    | Libertad Avanza (2)  |                        | Leandro Ledesma (LLA)              | Villarino             | 2023       | 2027       |
| Flavia Gómez (LLA)                 | Libertad Avanza (2)  | Villarino              | 2023                               | 2027                  |            |            |
|                                    | Libertad Avanza (2)  |                        | Lautaro Fenestraz (LLA)            | Zárate                | 2023       | 2027       |
| Daiana Hergert (LLA)               | Libertad Avanza (2)  | Zárate                 | 2023                               | 2027                  |            |            |
| Chubut                             |                      |                        |                                    |                       |            |            |
|                                    | Libertad Avanza (1)  |                        | Melisa Lapadú (LLA)                | El Hoyo               | 2023       | 2027       |
| Formosa                            |                      |                        |                                    |                       |            |            |
|                                    | Libertad Avanza (1)  |                        | Macarena Romero Depretto (LLA)     | Formosa               | 2023       | 2027       |
| Neuquén                            |                      |                        |                                    |                       |            |            |
|                                    | Libertad Avanza (1)  |                        | Nicolás Montero (LLA)              | Neuquén               | 2023       | 2027       |
| Río Negro                          |                      |                        |                                    |                       |            |            |
|                                    | Libertad Avanza (1)  |                        | Julián Goinhex (LLA)               | General Roca          | 2023       | 2027       |
| Salta                              |                      |                        |                                    |                       |            |            |
|                                    | Libertad Avanza (1)  |                        | Gabriela Rueda (LLA)               | Chicoana              | 2023       | 2027       |
|                                    | Libertad Avanza (4)  |                        | Carolina Guantay (LLA)             | Orán                  | 2023       | 2027       |
| Sabrina Gomila (LLA)               | Libertad Avanza (4)  | Orán                   | 2023                               | 2027                  |            |            |
| Carlos Suárez (LLA)                | Libertad Avanza (4)  | Orán                   | 2023                               | 2027                  |            |            |
| Mirta Copes (LLA)                  | Libertad Avanza (4)  | Orán                   | 2023                               | 2027                  |            |            |
|                                    | Libertad Avanza (1)  |                        | Laura Saravia (LLA)                | Salta                 | 2023       | 2027       |
|                                    | Libertad Avanza (1)  |                        | Manuel Moreno (LLA)                | Tartagal              | 2023       | 2027       |
| Santa Fe                           |                      |                        |                                    |                       |            |            |
|                                    | Libertad Avanza (1)  |                        | Franco Mazzoli (LLA)               | Cañada de Gómez       | 2023       | 2027       |
| Tierra del Fuego                   |                      |                        |                                    |                       |            |            |
|                                    | Libertad Avanza (1)  |                        | Belén Monte de Oca (LLA)           | Ushuaia               | 2023       | 2027       |

#### Intendentes Provinciales
| Intendentes  | Intendentes             | Intendentes         | Intendentes | Intendentes | Intendentes | Intendentes |
| Nombre       | Nombre                  | Partido             | Mandato     | Mandato     |             |             |
| Nombre       | Nombre                  | Partido             | Inicio      | Fin         |             |             |
| ------------ | ----------------------- | ------------------- | ----------- | ----------- | ----------- | ----------- |
| Buenos Aires |                         |                     |             |             |             |             |
|              | Fernanda Astorino (LLA) | Capitán Sarmiento   | 2023        | 2027        |             |             |
|              | Diego Valenzuela (LLA)  | Tres de Febrero     | 2023        | 2027        |             |             |
|              | Ramiro Egüen (LLA)      | Veinticinco de Mayo | 2023        | 2027        |             |             |
| Córdoba      |                         |                     |             |             |             |             |
|              | Héctor González (LLA)   | Rayo Cortado        | 2023        | 2027        |             |             |
|              | Adrián Radice (LLA)     | Villa El Chacay     | 2023        | 2027        |             |             |

## Resultados electorales

### Elecciones de orden nacional
Presidenciales
|  | 29,86 % |

|  | 29,99 % |

|  | 55,65 % |

#### Legislativas
|  | 5,55 % |

|  | 3,35 % |

|  | 27,88 % |

|  | 25,90 % |

#### Parlasur
| Año  | Cabeza de lista           | Votos     | %                | Escaños | +/- |
| ---- | ------------------------- | --------- | ---------------- | ------- | --- |
| 2023 | Patricio Gabriel Villegas | 7 368 506 | \| \| 29,11 % \| | 15/43   | 14  |
|      | 29,11 %                   |           |                  |         |     |

### Elecciones de orden provincial
|  | 16,74 % |

|  | 11,55 % |

|  | 24,57 % |

|  | 25,34 % |

|  | 23,90 % |

|  | 13,89 % |

|  | 13,04 % |

|  | 23,48 % |

|  | 24,14 % |

|  | 13,10 % |

|  | 12,32 % |

|  | 18,88 % |

|  | 19,51 % |

|  | 14,70 % |

|  | 5,46 % |

|  | 8,25 % |

|  | 8,35 % |

|  | 9,18 % |

|  | 9,65 % |

|  | 3,67 % |

|  | 7,31 % |

|  | 9,54 % |

|  | 7,96 % |

|  | 4,17 % |

|  | 4,09 % |

## Controversias

### Financiamiento de la campaña electoral
Para las elecciones legislativas de 2021, se dio la irregularidad de que, por un «error interno» —según declaraciones del entorno del partido—, el informe final del financiamiento de campaña no fue presentado antes de que venciera el plazo correspondiente, que era el 12 de octubre de 2021. Según la rendición de gastos previa, el partido no habría recibido contribuciones privadas, sino financiamiento estatal por casi cuatro millones de pesos. En la campaña para las PASO de las elecciones de 2023, el 65 % del financiamiento del partido consistió en aportes de fondos públicos, por encima de Juntos por el Cambio (35 %) y Unión por la Patria (56 %), y en las generales la proporción subió al 87,5%, siendo en ambos casos el partido que menos financiamiento de empresas privadas recibió y el que más aportes del Estado necesitó para financiar su campaña. Los aportes públicos fueron recibidos en virtud de la ley que asegura sumas de dinero por parte del Estado para garantizar la participación de todos los partidos políticos. Algunos medios han apuntado la aceptación de este dinero como una contradicción con la ideología antiestatista del partido.

### Denuncia mediática por presuntos favores sexuales (2023)
En febrero de 2023, Mila Zurbriggen, presidenta de la agrupación Generación Libertaria, anunció la separación de su espacio de La Libertad Avanza, denunciando mediáticamente que dentro de la coalición «se ponen a personas en cargos idóneos por favores sexuales», asegurando que la manera en que se maneja la conducción «es una falta de respeto para la juventud militante» y acusando a Milei y a su partido de «utilizarlos solo para sus intereses».
El espacio de Milei emitió un comunicado considerando que la intención de Zurbriggen fue «difamar a mujeres del espacio» y advirtió que «todos aquellos que quieran acercarse en búsqueda de fama no serán aceptados». Al día siguiente, Milei salió a dar las siguientes declaraciones:

Este tema es totalmente intrascendente. Si tiene todo eso que vaya y que lo pruebe en la justicia.

Hay personas que cuando no consiguen cargos o plata, en ese enojo, dicen un montón de cosas.

Zurbriggen ya tuvo problemas con otras agrupaciones. Es su forma de actuar, por eso no dura en ningún espacio.

 Mila Zurbriggen no presentó ninguna denuncia formal contra Milei.

### Denuncia por supuestas ventas de candidaturas (2023)
En julio de 2023, el empresario Juan Carlos Blumberg aseguró que dirigentes cercanos a Milei, como Carlos Kikuchi, cobraban hasta 50 000 dólares a cambio de cargos políticos. El empresario también admitió que dentro de la lista de La Libertad Avanza, hay personas cercanas a Sergio Massa y al kirchnerismo.
Ante estas acusaciones, Milei se defendió en redes sociales argumentando:

En estos días hemos sido duramente cuestionados por el financiamiento de nuestra campaña. En nuestro espacio cada uno se autofinancia la campaña, es decir, lo hacemos con nuestro propio dinero y esfuerzo. Eso a los políticos tradicionales les molesta, porque ellos se financian con la guita de los impuestos, es decir, se roban lo que vos les pagas para hacer campaña.
En este espacio se queda el que viene a poner, aquí cada uno se banca con la propia; el que quiere venir acá a ver si roba un carguito sale eyectado.

Además del empresario, el periodista Carlos Eguia, que fue el candidato a gobernador en la provincia del Neuquén por La Libertad Avanza, denunció una supuesta «venta de la marca y de lugares» en las listas y, además, calificó a Milei como «una porquería de persona». Ante estas acusaciones, Julio Serna, dirigente cercano a Carlos Kikuchi, aseguró que «nunca se pidió plata, solo les explicamos cómo hacer una campaña».
La justicia inició una investigación en contra de Milei. El fiscal con competencia electoral, Ramiro González, citó a declarar a los dirigentes Carlos Maslatón, Rebeca Fleitas y Milagros Zurbriggen. Sin embargo, Maslatón no aportó pruebas concretas, pero si aseguró haber obtenido datos sobre la venta de cargos. Mientras que Fleitas y Zurbriggen negaron tener datos concretos. Blumberg también fue citado a declarar, pero no se presentó. Milei acusó al fiscal González de «dañar su imagen», y reclama que la justicia lo investigue. Dicho reclamo está a cargo del procurador general, Eduardo Casal.
En marzo de 2024, la causa fue desestimada y archivada por falta de pruebas.